# Chemin de fer Paris - Arpajon
Le chemin de fer Paris - Arpajon surnommé l'Arpajonnais ou ligne 88 pour la partie électrifiée est une ancienne ligne de tramway qui reliait Paris à Arpajon. Il est mis en service en 1893-1894 et supprimé en 1937. Il assurait par emprunt des voies des tramways urbains la desserte des halles de Paris.
La ligne avait une longueur de 37 km, dont dix dans l'ancien département de la Seine (plus trois kilomètres pour l'embranchement de Marcoussis). La voie est construite à l'écartement de 1,435 m.

## Histoire

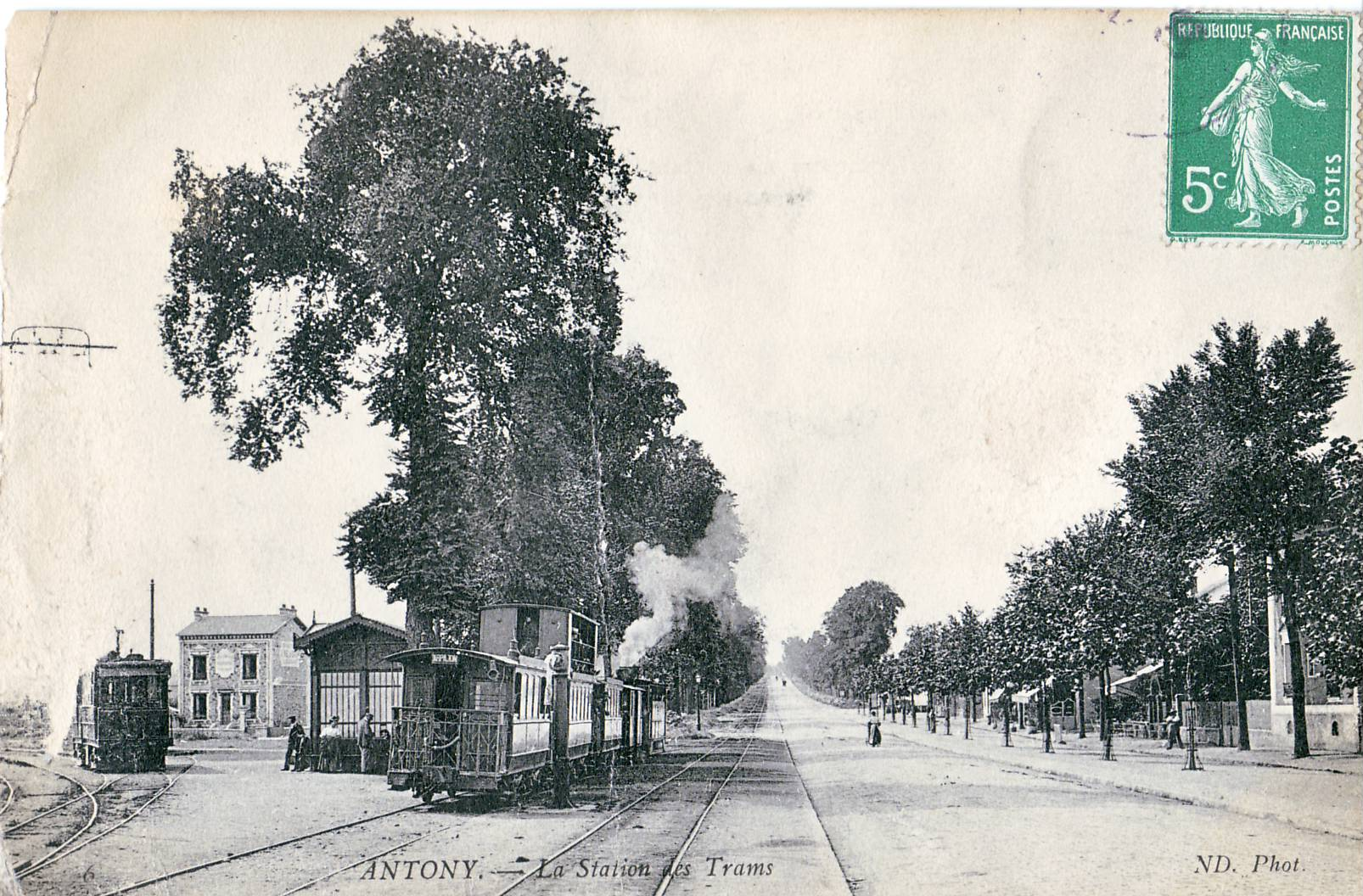
La gare du Pont d'Antony, où s'arrêtait la partie électrifiée de la ligne, vue vers Arpajon.

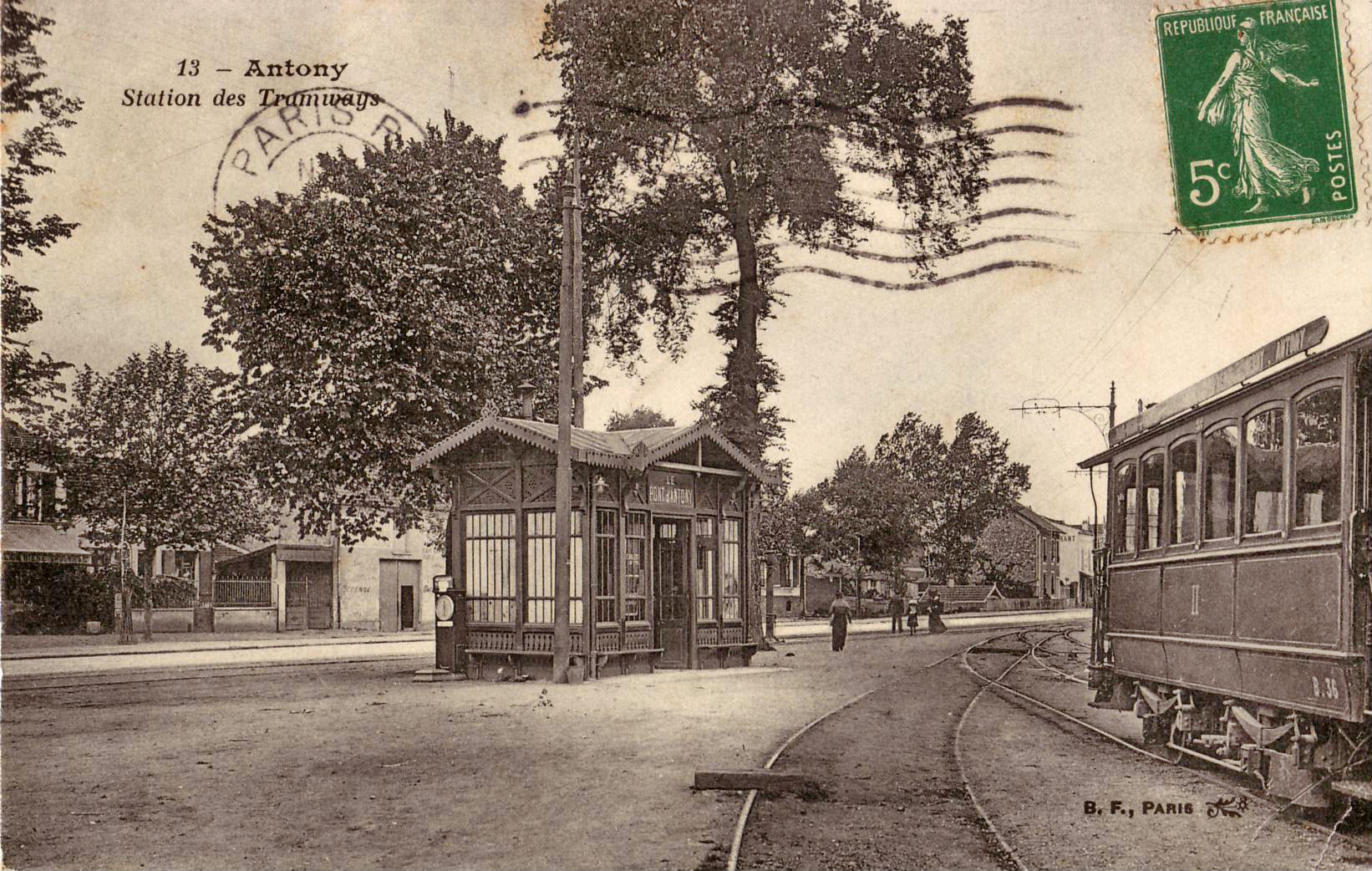
La même station, vue vers Paris. Derrière l'aubette passe la voie non électrifiée vers Arpajon, au premier plan, les installations du terminus de la ligne électrifiée avec la voiture B 36 en stationnement.

Une demande forte existait pour relier la région maraîchère du sud de Paris à la capitale. Il existait d'autre part la nécessité de desservir les Halles de Paris rénovées et non reliées au réseau de chemin de fer.
La solution du chemin de fer sur route pouvant emprunter le réseau de tramway pour pénétrer dans la ville apparait opportune. À cet effet, la Société d'étude du chemin de fer sur route de Paris à Arpajon est créée en janvier 1886.

### Compagnie du chemin de fer sur route de Paris à Arpajon
La  Compagnie du chemin de fer sur route de Paris à Arpajon est créée en février 1889. Son siège social est à Paris, 68 rue Bonnier. Le capital est de 2 millions de francs. La déclaration d'utilité publique (DUP) est signée le 13 février 1891. La construction se déroule entre le 18 février 1891 et mai 1894.
La mise en service s'effectue selon le calendrier suivant :
- 27 avril 1893 : de la porte d'Orléans à Antony ;
- 15 août 1893 : d'Antony  à Longjumeau[3] ;
- 5 février 1894 : de Longjumeau à Montlhéry ;
- 1er mai 1894 : de Montlhéry à Arpajon avec embranchement de Montlhéry à Marcoussis ;
- 10 mai 1894 : inauguration officielle.

En février 1895, la ville de Paris interdit la traction vapeur à l'intérieur de la ville durant la journée. Elle est remplacée par la traction à air comprimé.
En 1901, la ligne est électrifiée de Paris à Antony et la traction électrique à accumulateurs remplace les locomotives à air comprimé dans Paris.
Le 1er juin 1910, le service des voyageurs dans Paris entre l'Odéon et la porte d'Orléans est abandonné, limitant les trains de voyageurs à ce terminus.
En 1911, l'Arpajonnais est connecté aux Chemins de fer de grande banlieue (CGB) qui relient Étampes à Arpajon, permettant le transfert des productions de légumes du sud de la Seine-et-Oise vers les Halles.

### Société des transports en commun de la région parisienne
En 1922, la Compagnie du chemin de fer sur route de Paris à Arpajon, alors en difficultés financières, est rachetée par le département de la Seine et par celui de Seine-et-Oise. Ceux-ci en confient l'exploitation à la Société des transports en commun de la région parisienne (STCRP).
Cette dernière donne à la ligne le no 88 pour la section électrifiée et conserve l'indice PA pour la partie suburbaine.
Le 17 novembre 1930, la STCRP équipe cette section d'une double voie et l'électrifie sur une distance d'un kilomètre reliant le Pont d'Antony au Petit Massy, ce qui constitue la ligne 88 bis.

## Le tracé de la ligne

Tracé de la ligne Paris – Arpajon.

La ligne a pour origine la porte d'Orléans où la STCRP établit une boucle de retournement sur l'emplacement des anciennes fortifications et une bifurcation vers les ateliers et le dépôt de Montrouge. Le tramway empruntait la RN 20, les voies étant implantées sur chaque accotement, jusqu'à Bourg-la-Reine.
Au-delà, la ligne était à voie unique (dédoublée en 1925 jusqu'au Pont d'Antony, où fut réalisée à la même époque une boucle de retournement pour les tramways électriques). Le prolongement de la double voie jusqu'au Petit-Massy en 1930 fut permis par l'élargissement de la route nationale 20 au Pont d'Antony  avec suppression en 1928 d'un abreuvoir à côté de ce pont.
Au-delà du Petit-Massy et de la limite départementale entre la Seine et la Seine-et-Oise, la ligne quittait la RN 20 et rejoignait Wissous via les actuelles RD 66 et RD 32. Cependant, avant l'ouverture de la ligne de la Grande Ceinture en 1886, la ligne allait directement de Pont d'Antony à Wissous via les actuelles RD 67A et RD 167.
Une fois Wissous atteint, la ligne se prolongeait en direction de Morangis en passant à travers les pistes de l'aéroport d'Orly, qui n'existait pas à cette époque, pour contourner très largement l'ancien bourg par son flanc nord-ouest.
Le tracé se poursuivait en entrant sur la commune de Chilly-Mazarin où le tracé de l'ancienne ligne a été repris par l'actuelle avenue Charles-de-Gaulle puis l'avenue Pierre-Brossolette où, au croisement avec la ligne de Grande Ceinture, se situe la gare de Chilly-Mazarin.
Peu après, la ligne pénétrait sur le territoire de Longjumeau puis passait dans le bourg via l'accotement de la rue de Chilly avant de traverser de l'Yvette par un pont métallique aujourd'hui repris par la rue du Canal.
Juste avant la limite de commune avec Saulx-les-Chartreux, la ligne de chemin de fer venait rejoindre l'accotement de l'actuelle avenue Salvador-Allende pour suivre cette route jusqu'au bourg de la commune. Une fois dans le bourg, la ligne repartait en site propre où avait été installée la gare desservant Saulx-les-Chartreux, gare qui fut par la suite transformée en un dépôt de matériel communal après la fermeture de la ligne. Le reste du tracé jusqu'à Ballainvilliers est encore bien visible de nos jours, puisqu'il fut transformé en chemin de desserte puis, plus tard, en chemin de randonnée.
À Ballainvilliers, la ligne retrouvait l'accotement de la RN 20 et la suivait jusqu'à la gare de bifurcation de Montlhéry d'où se détachait l'embranchement vers Marcoussis. La ligne principale continuait pour sa part à suivre la RN 20, et ce, jusqu'à Linas, où la voie ferrée repartait en site propre en s'engageant dans une tranchée en maçonnerie.
Le tracé venait ainsi retrouver la vallée de l'Orge et desservait, à l'est du bourg, la commune de Leuville-sur-Orge. Une fois la commune desservie, le tracé venait franchir l'Orge au niveau du moulin d'Aulnoy puis récupérait l'accotement du réseau routier en empruntant successivement l'actuelle route d'Aulnay, la route de Corbeil puis l'avenue Hoche où était situé le terminus de la ligne au niveau de l'intersection avec le boulevard Eugène-Lagauche sur la commune d'Arpajon.
Après 1911, la Compagnie des chemins de fer de grande banlieue (CGB) créa un raccordement avec la gare de la CGB et celle de la Compagnie du chemin de fer de Paris à Orléans (PO) (aujourd'hui gare d'Arpajon du RER C).

### Les dépôts et ateliers

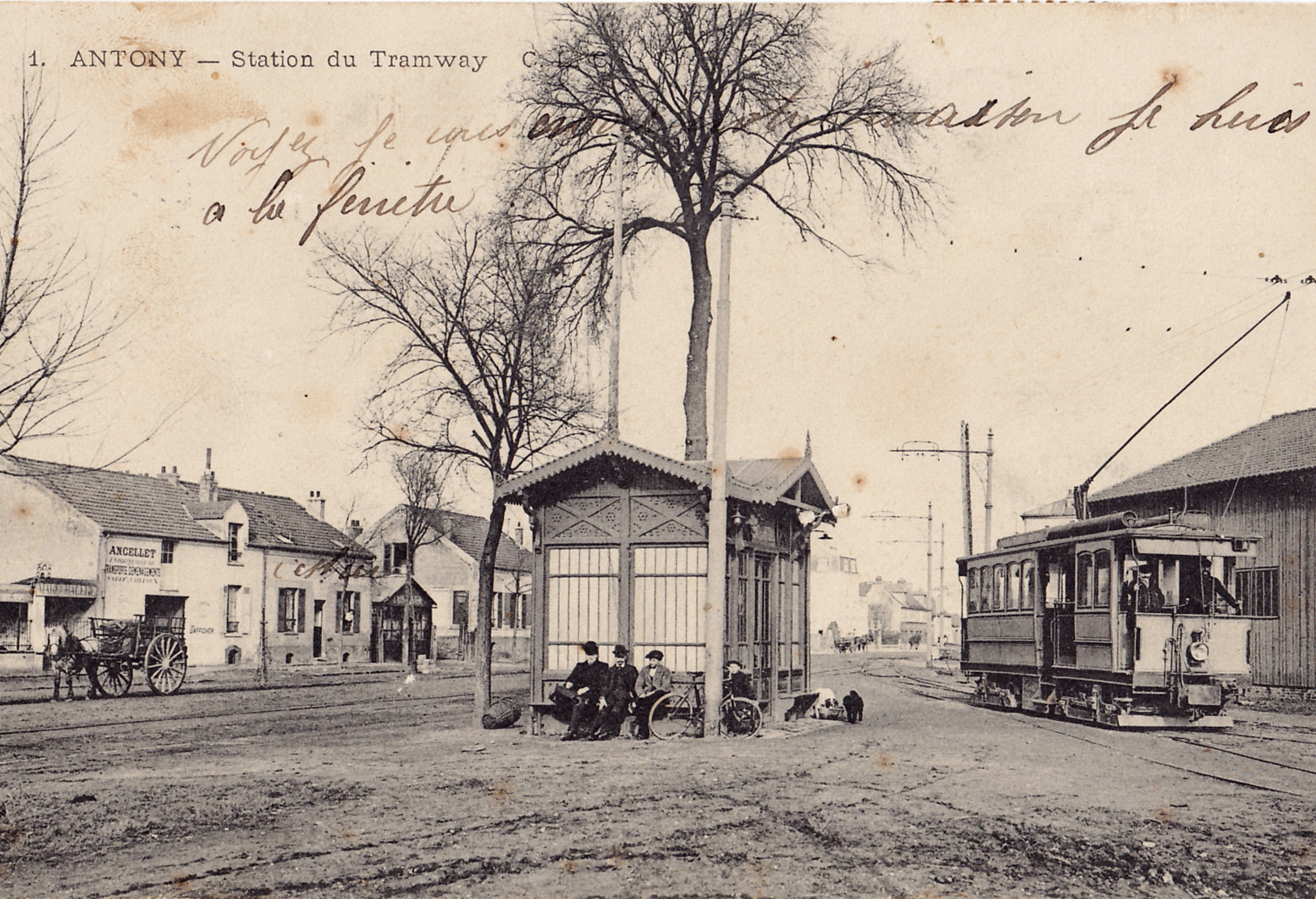
Vue sensiblement du même endroit, départ d'une automotrice électrique série 301 à 312 vers 1904.

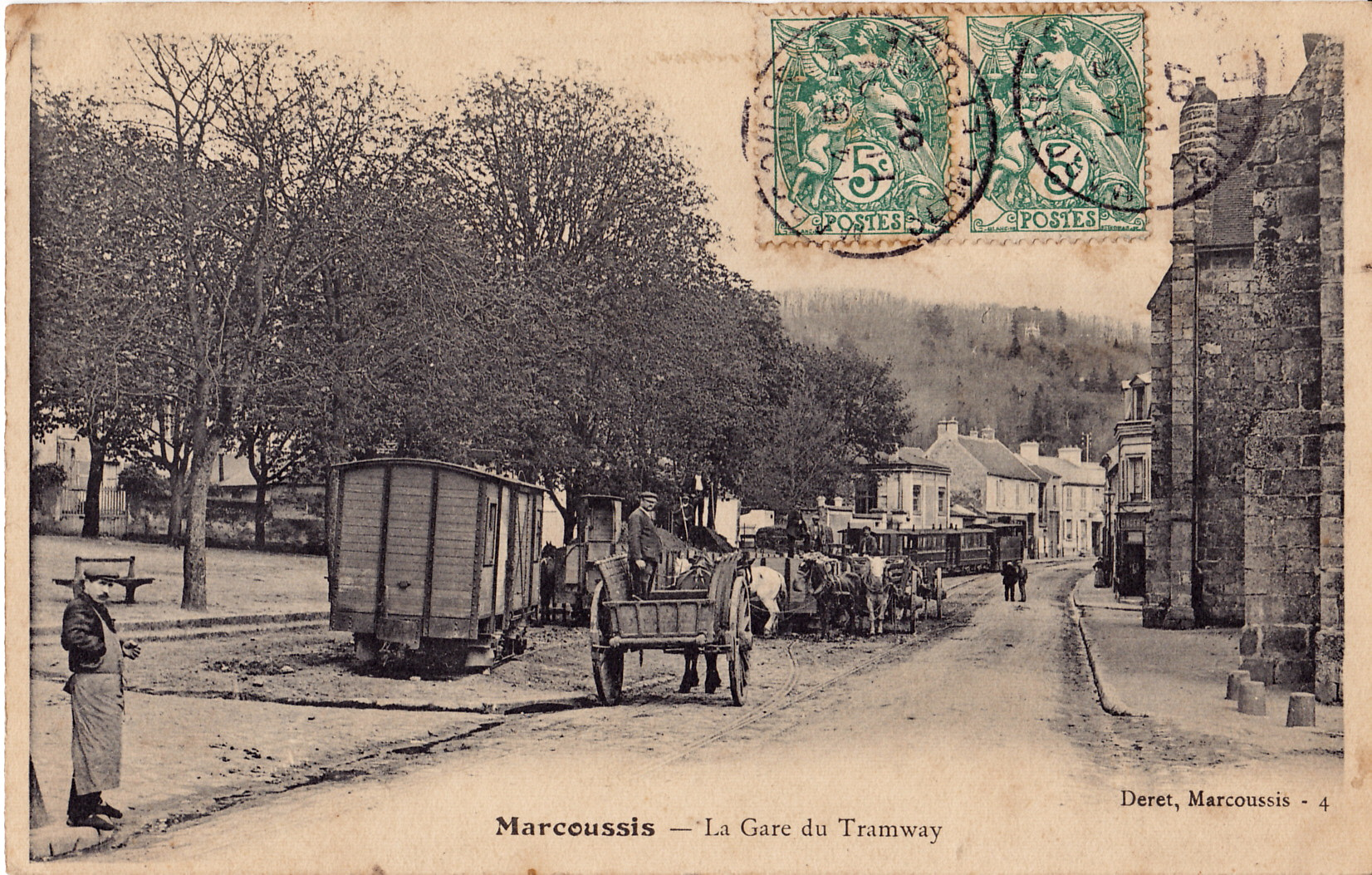
La station de Marcoussis.

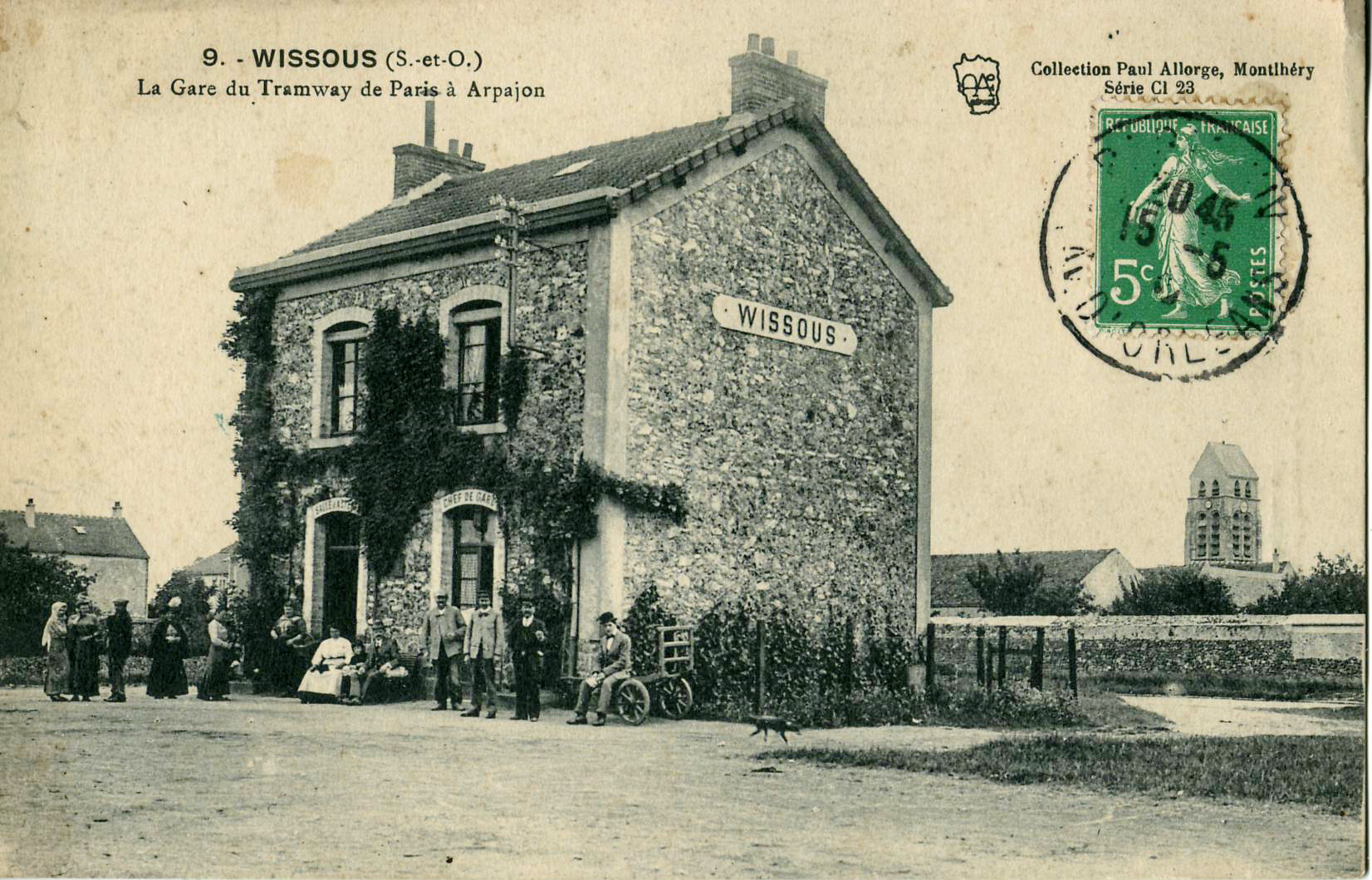
Le bâtiment de la gare de Wissous vers 1906.

À l'origine, les ateliers de la compagnie furent implantés à Chilly-Mazarin où ils étaient raccordés avec la ligne de Grande Ceinture.
Des remises avaient été construites à Montlhéry, au Pont d'Antony et à Arpajon (avec un petit atelier d'entretien).
Le terminus pour les voyageurs de la porte d'Orléans disposait d'une remise, d'une gare à marchandises et d'une usine génératrice d'air comprimé pour les locomotives Mékarski.
Dès 1901, les ateliers de Chilly-Mazarin furent transférés à la porte d'Orléans (Montrouge) et une usine de production d'électricité remplaça l'usine de production d'air comprimé.

## Matériel roulant

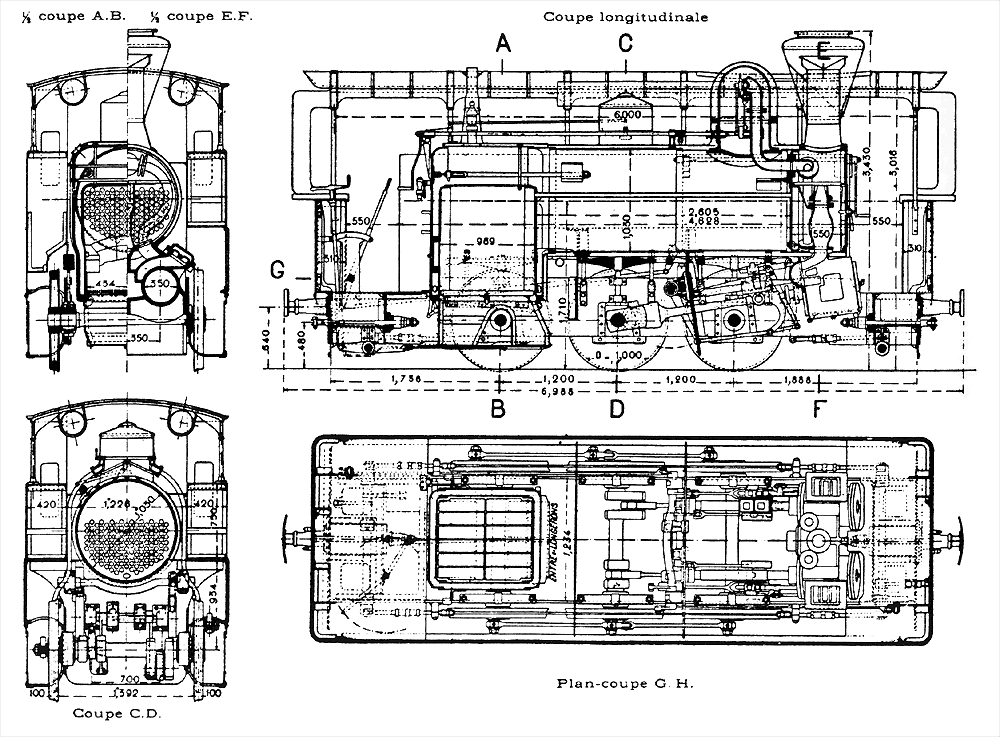
Locomotive à vapeur type « Tubize » de l'Arpajonnais.

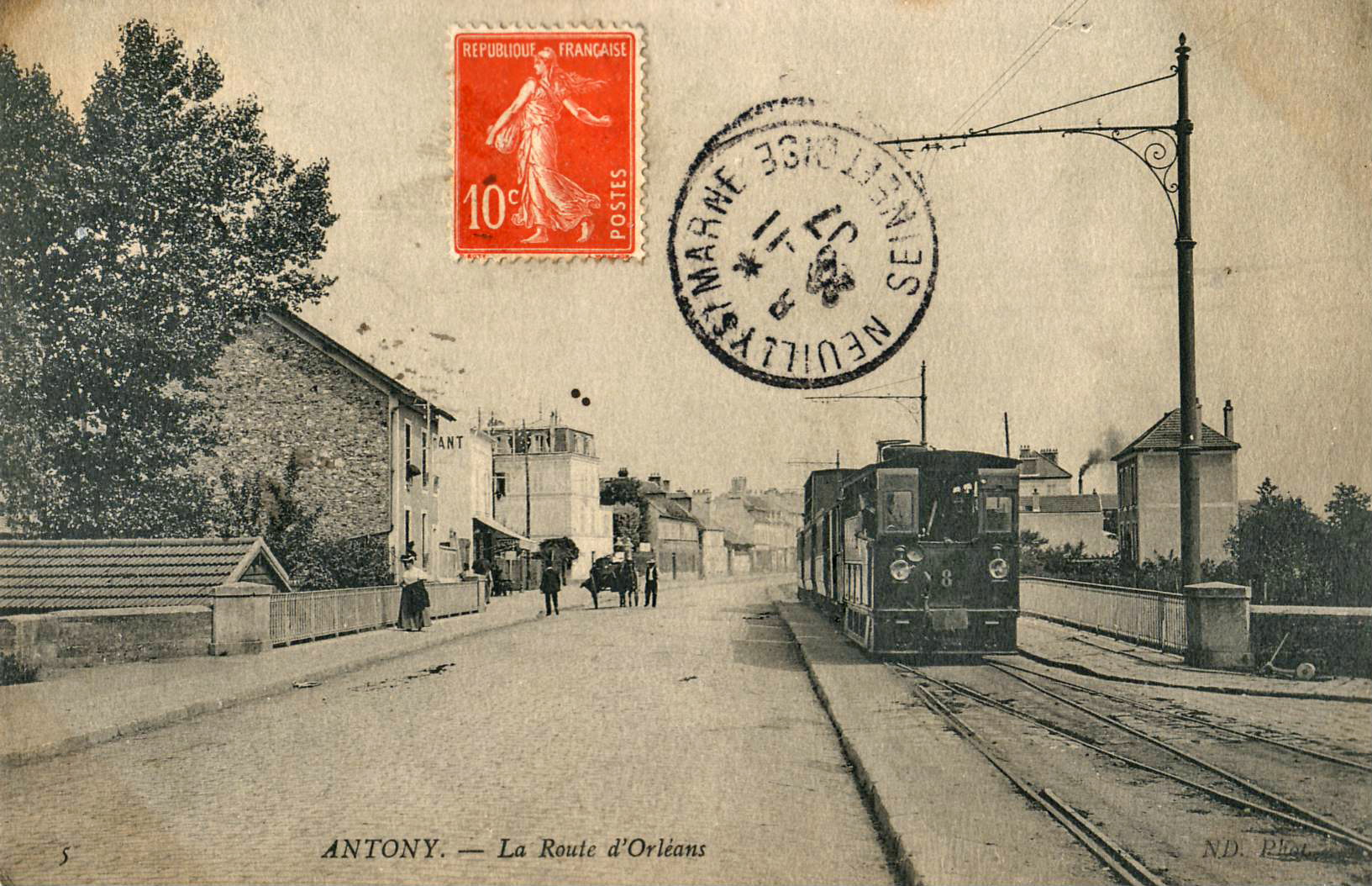
L'Arpajonnais à Antony, au tout début du XX. La ligne aérienne pour la traction électrique est déjà installée, mais le train est tracté par une locomotive à vapeur.

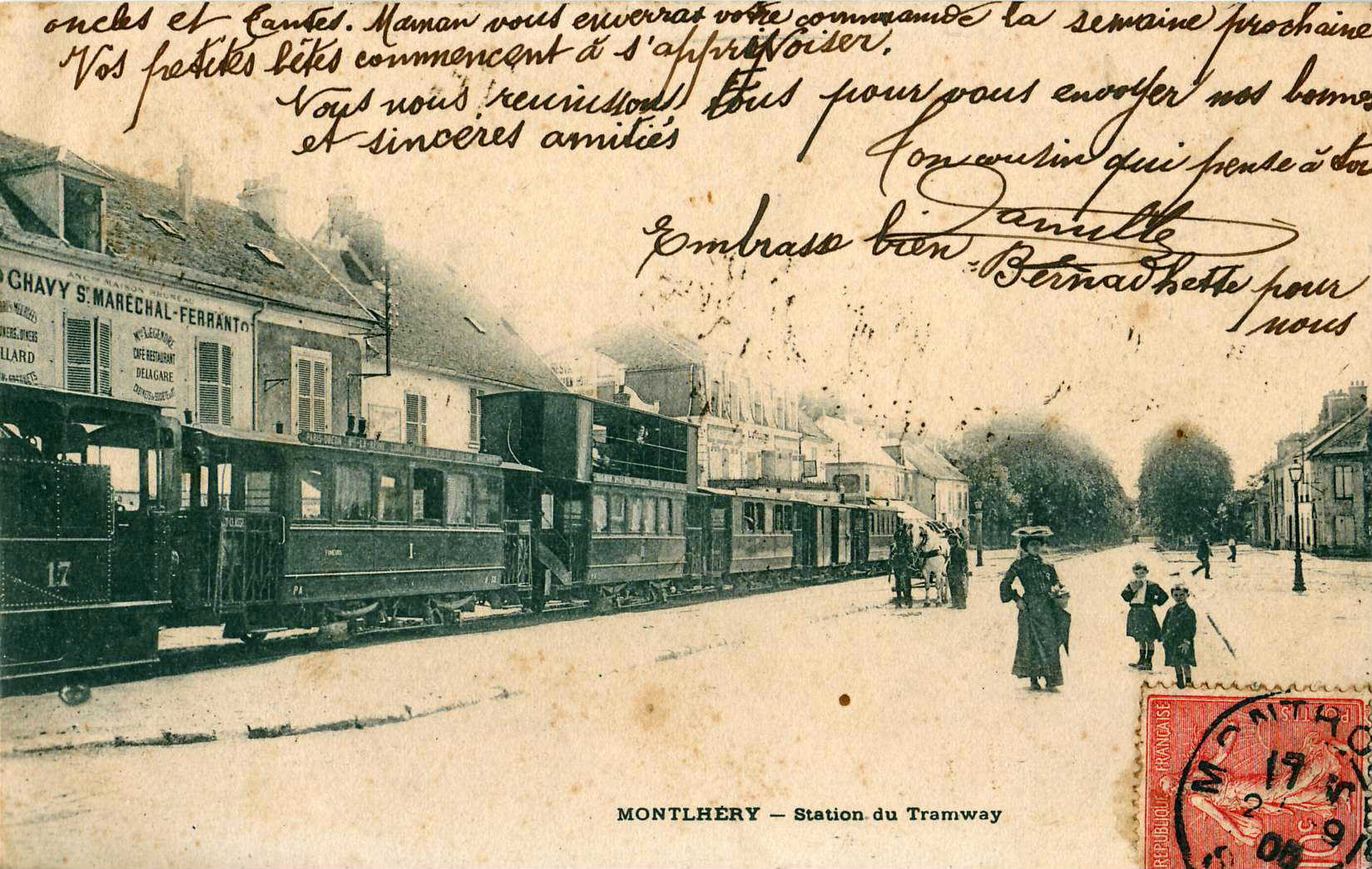
L'Arpajonnais à Montlhéry avant 1905, avec un train tracté par la locomotive bicabine n°17 et composée de voitures de types variés, dont une à impériale.

### Locomotives à vapeur
Avant 1901, le matériel roulant comprend les locomotives :
- no 1 à 10, type 030T bicabines, poids à vide 25 tonnes, livrées par Blanc-Misseron en 1893, (n° de construction : 838 à 847) ;
- no 11 à 15, type 030T bicabines, poids à vide 25 tonnes, livrées par Blanc-Misseron en 1893, (n° de construction : 904 à 908) ;
- no 16 à 18, type 030T bicabines, poids à vide 25 tonnes, livrées par Blanc-Misseron en 1894, (n° de construction : 949 à 951) ;
- no 101 à 103, type 030T bicabines, poids à vide 18 tonnes, livrées par Blanc-Misseron en 1894, (n° de construction : 928 à 930).

### Locomotives à air comprimé
Avant 1901, le matériel roulant comprend cinq locomotives de type 030T bicabines, système Mékarski, poids à vide 16,5 tonnes, livrées par Cail en 1893, (n° de construction : 2439 à 2443).

### Remorques
Avant 1901, le matériel roulant comprend les remorques :
- B 1 à 15, à deux essieux, 2e classe, banquettes longitudinales, plateformes d'extrémités ;
- B 16 à 37, à deux essieux, 2e classe, banquettes transversales, plateformes d'extrémités ;
- B 38 à 47, à deux essieux, 1re classe, plateformes d'extrémités ;
- AB 1 à 10, à deux essieux, 1re / 2e classe, banquettes longitudinales, à impériale, plateformes d'extrémités ;
- BB 1, à deux essieux, 2e classe, banquettes longitudinales, à impériale, plateformes d'extrémités[7].

### Wagons
Avant 1901, le matériel roulant comprend des :
- fourgons à bagages, D 5 à 14, à deux essieux, plateformes d'extrémités ;
- wagons à marchandises :
  - K 1 à 44, couverts à deux essieux,
  - L 1 à 65, tombereaux à deux essieux,
  - M 1 à 10, plats à deux essieux,
  - MT 11 à 14, plats à traverse mobile à deux essieux.

### Automotrices électriques
Après 1901, la ligne est électrifiée par fil aérien entre la porte d'Orléans et la gare d'Antony. Dans Paris intra-muros, la traction des trains jusqu'à l'Odéon est assurée par des tracteurs à accumulateurs.
Une livraison de matériel complémentaire est attribuée à cette section constituée par les automotrices :
- 301 à 312, à bogies, puissance 2 x 40cv, poids 14,5 tonnes, plateforme centrale, livrées en 1900 ;
- 401 et 402, à bogies, puissance 2 x 79cv, poids 17,3 tonnes, plateforme centrale, livrées en 1907 ;
- 403 et 404, à bogies, puissance 2 x 79cv, poids 17,3 tonnes, plateforme centrale, livrées en 1913.

### Locomotives électriques et à accumulateurs

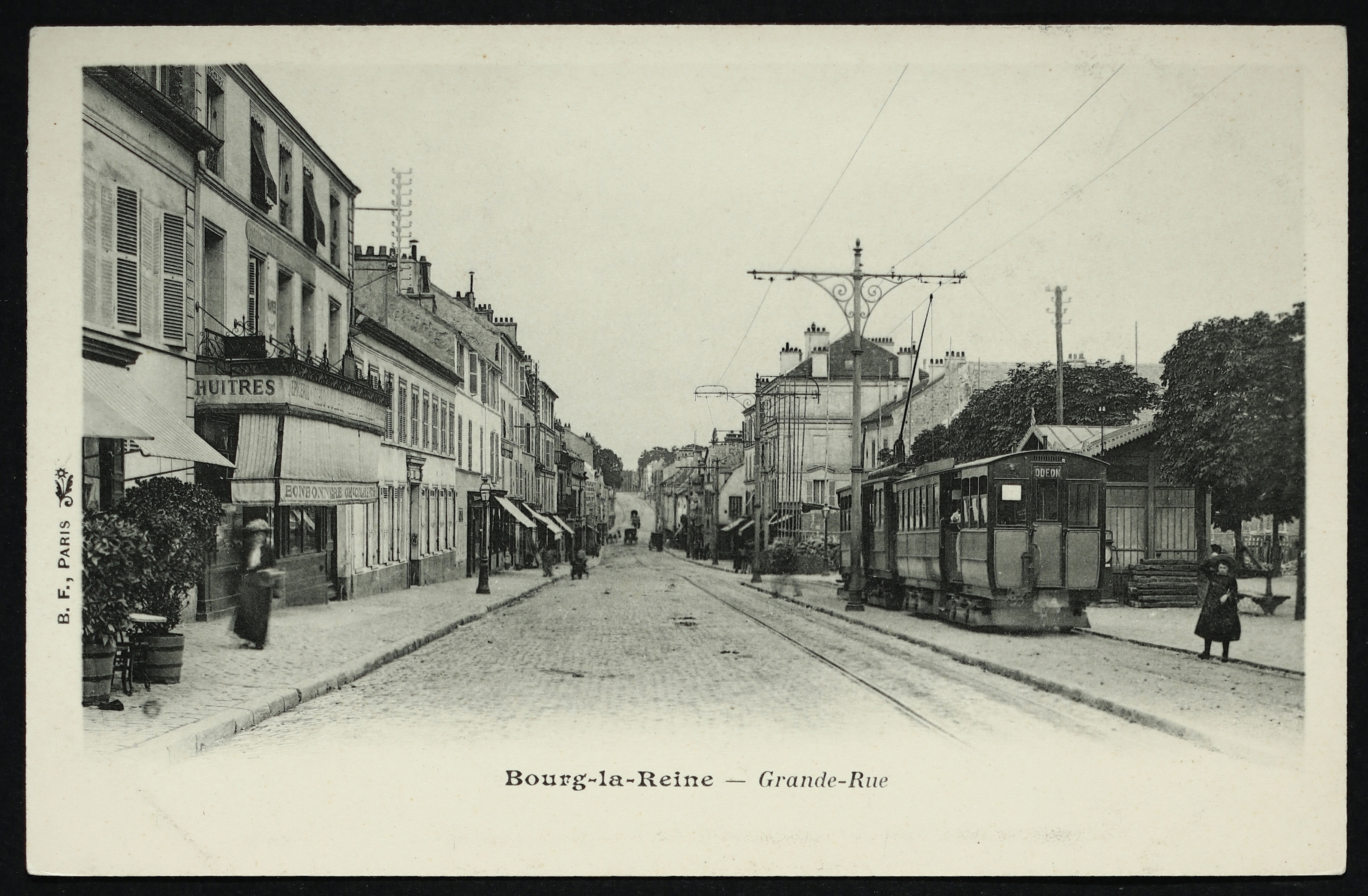
Le tramway à Bourg-la-Reine.

Après 1901, la ligne est électrifiée par fil aérien entre la porte d'Orléans et la gare d'Antony. Dans Paris intra-muros, la traction des trains jusqu'à l'Odéon est assurée par douze tracteurs à accumulateurs, à deux essieux, puissance 2 x 40cv, livrées en 1900.

### Remorques
Après 1901, les remorques comprennent les unités suivantes :
- C 1 à 5, à bogies, plateforme centrale, livrées en 1900 ;
- B 101 à 103, à essieux radiants, plateformes extrêmes, livrées en 1913.

Après 1920, la STCRP va muter du matériel complémentaire constitué par :
- des attelages provenant du Chemin de fer du bois de Boulogne, ABM 51 à 56, à bogies, plateforme centrale, acquis en 1923 ;
- des attelages provenant du tramway de Paris à Saint-Germain, B 59 à 63, à bogies, plateformes extrêmes, acquis en 1923 ;
- des attelages provenant des Chemins de fer nogentais, au nombre de 12 unités, à bogies, plateformes extrêmes, et impériale,(anciennes motrices transformées), non utilisées car trop lourdes, acquises en 1927 ;
- des automotrices provenant de la Compagnie générale parisienne de tramways, soit sept unités de type 500, à bogies, plateforme centrale, puissance 4 x 66 cv, acquises en 1927.

## Exploitation

### Les horaires
La fréquence de la desserte voyageurs du chemin de fer est assez faible d'Antony à Arpajon (environ dix trains par jour) mais est relativement étoffée, à partir de l'électrification, dans la partie banlieue de Paris à Antony, à raison d'environ deux trains par heure. La vitesse d'exploitation est faible, soit une vitesse commerciale d'environ 16 km/h (29 minutes pour 8 km de Paris-Porte d'Orléans à Antony, 1 h 50 min pour 28 km de Paris à Arpajon).

Tableaux horaires
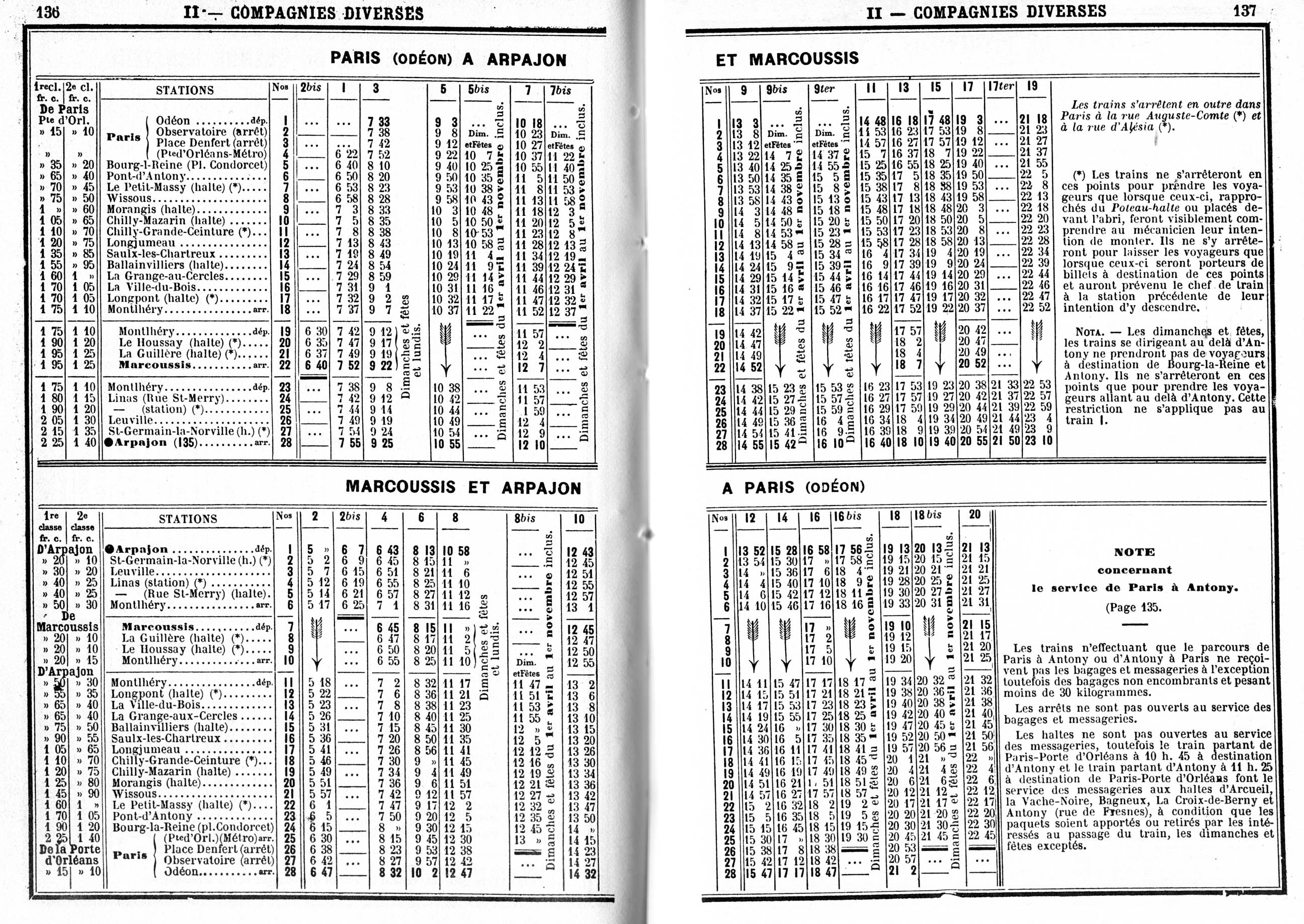
Horaires de l'Arpajonnais en mai 1914.
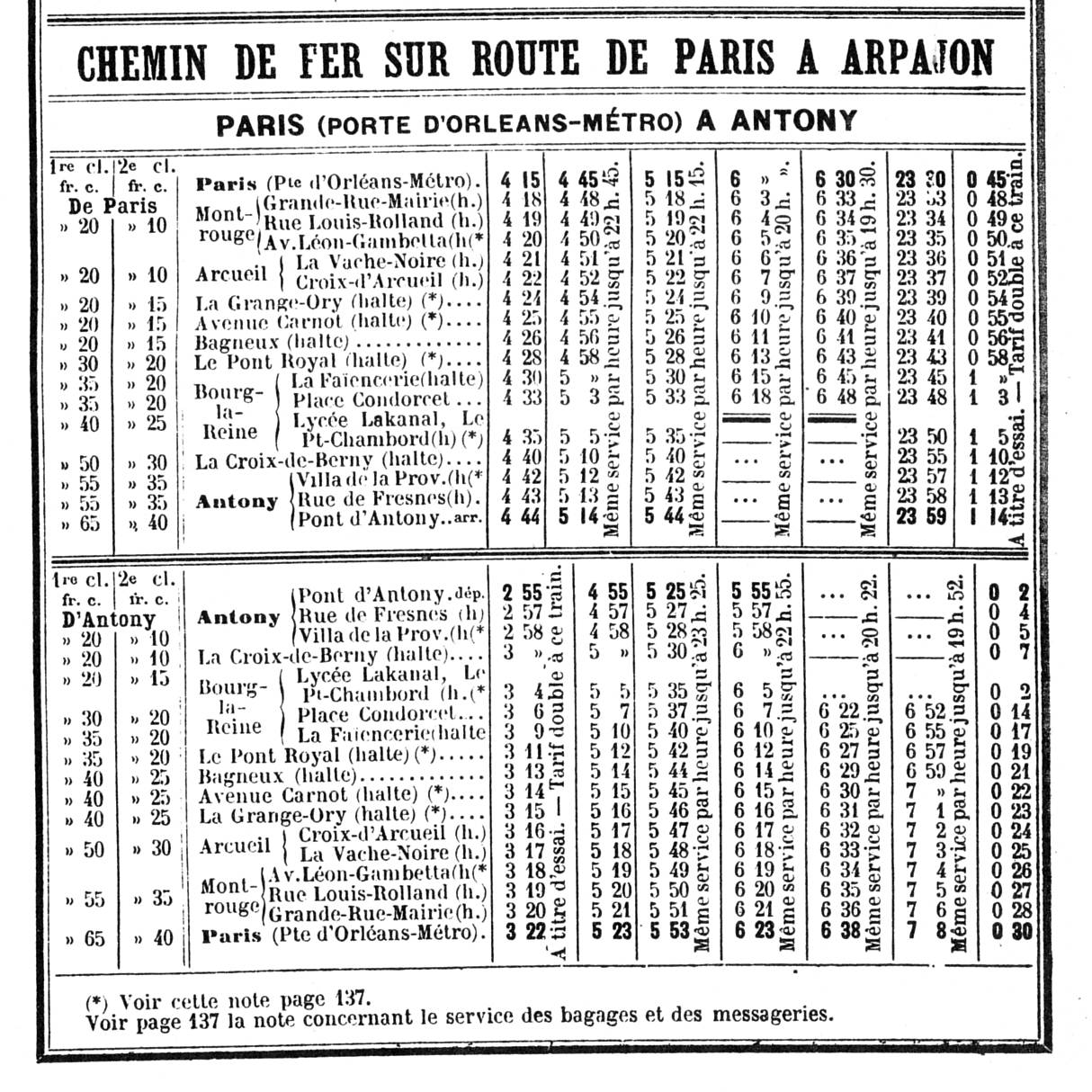
Horaires entre Paris et Antony en mai 1914.
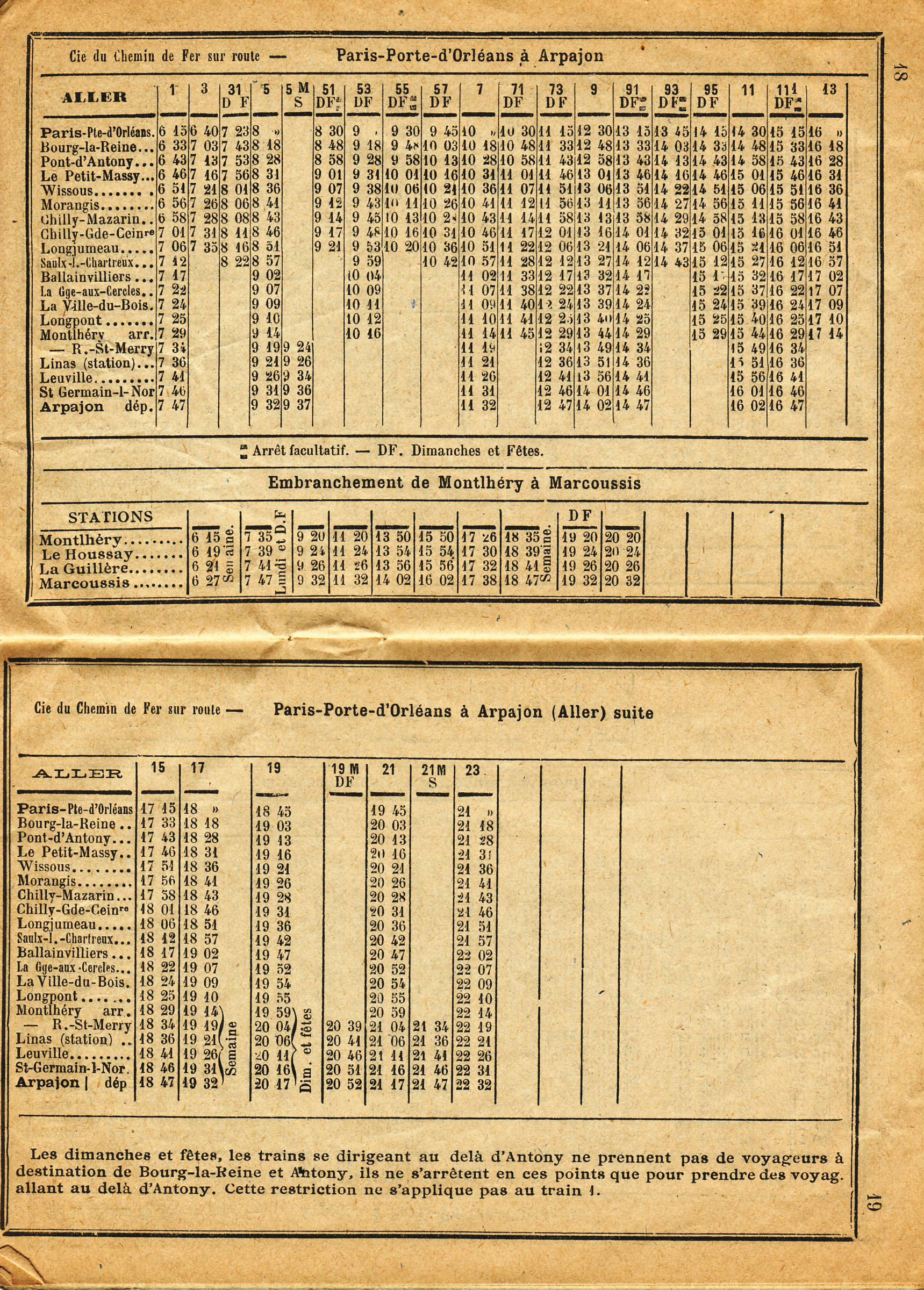
Horaires du service d'été 1926 : Paris - Arpajon et Marcoussis.

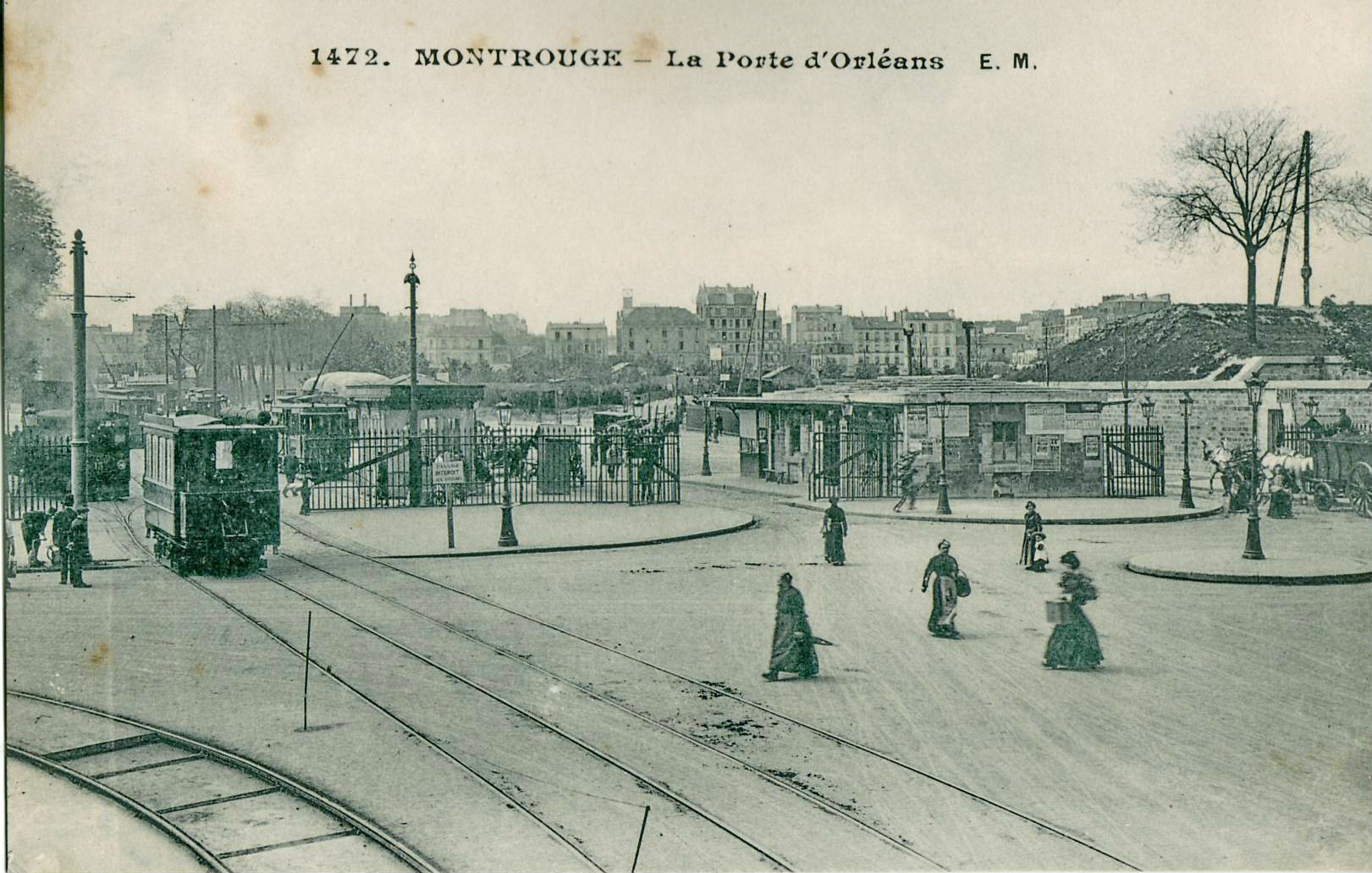
À Montrouge, le long de la route nationale 20, où l'Arpajonnais dispose de ses voies latérales en site propre.
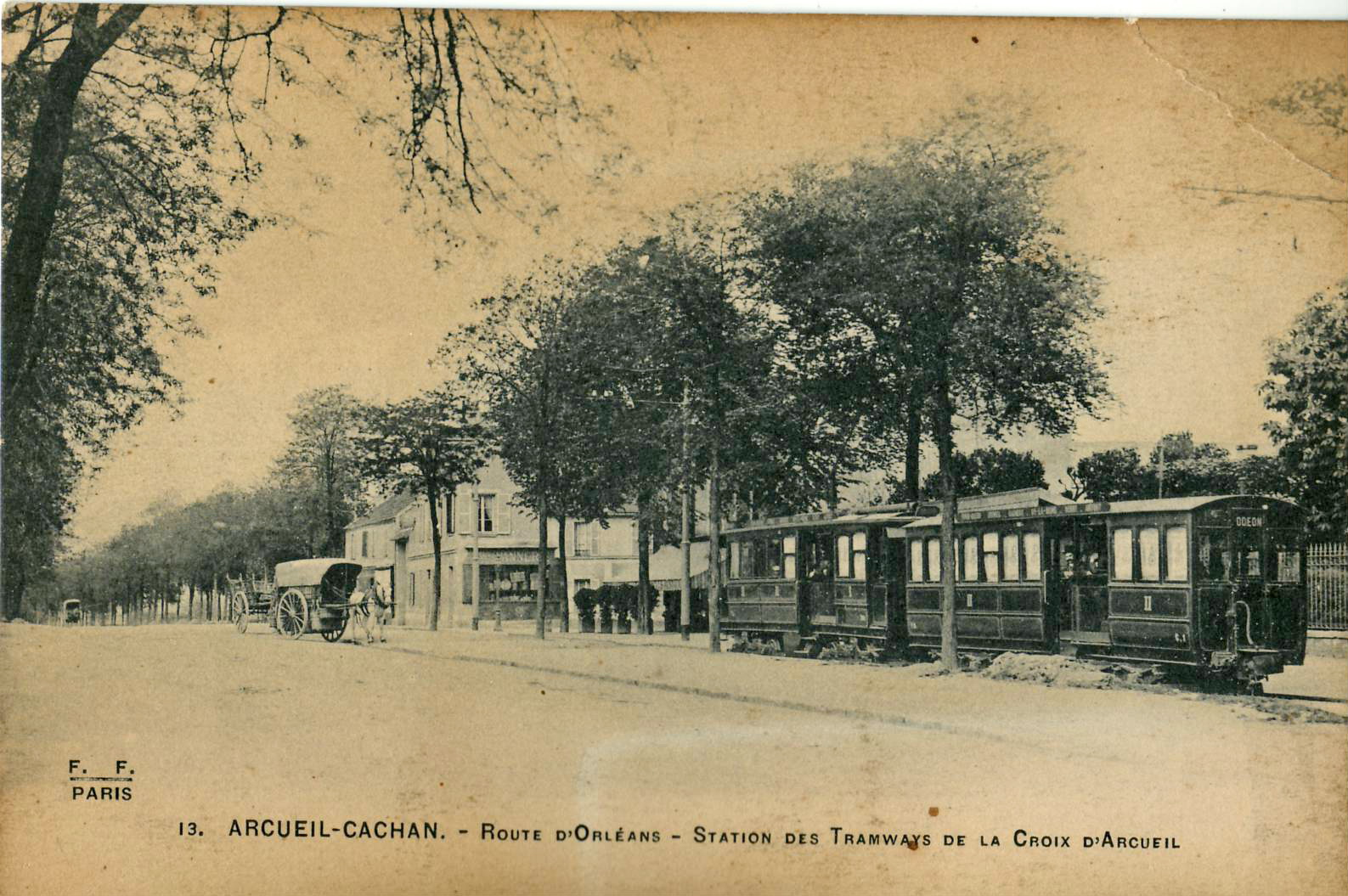
Tramway pour l'Odéon à la Croix d'Arcueil, motrice série 301 à 312 et attelage C1.
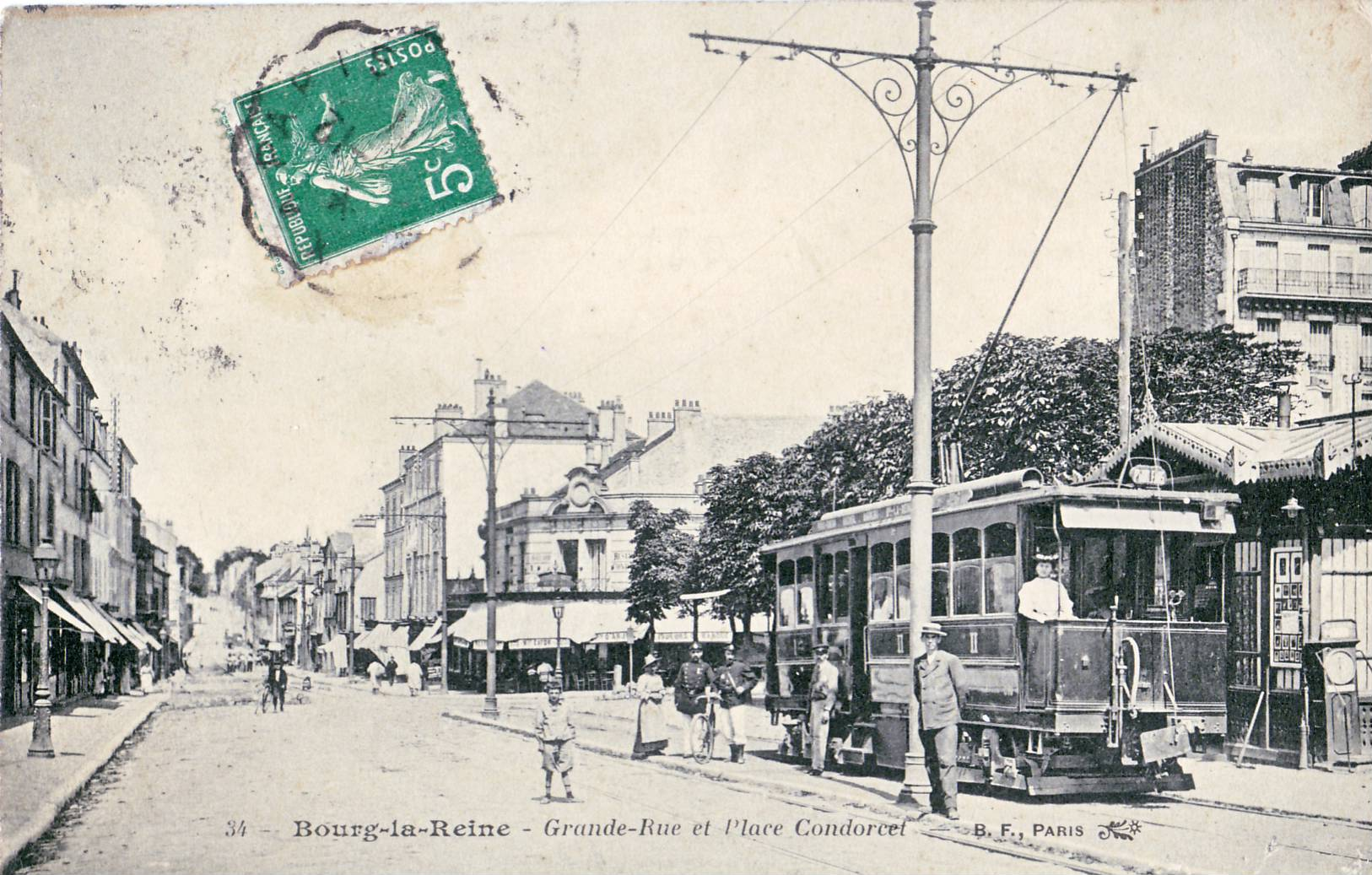
La station de Bourg-la-Reine, motrice série 301 à 312.
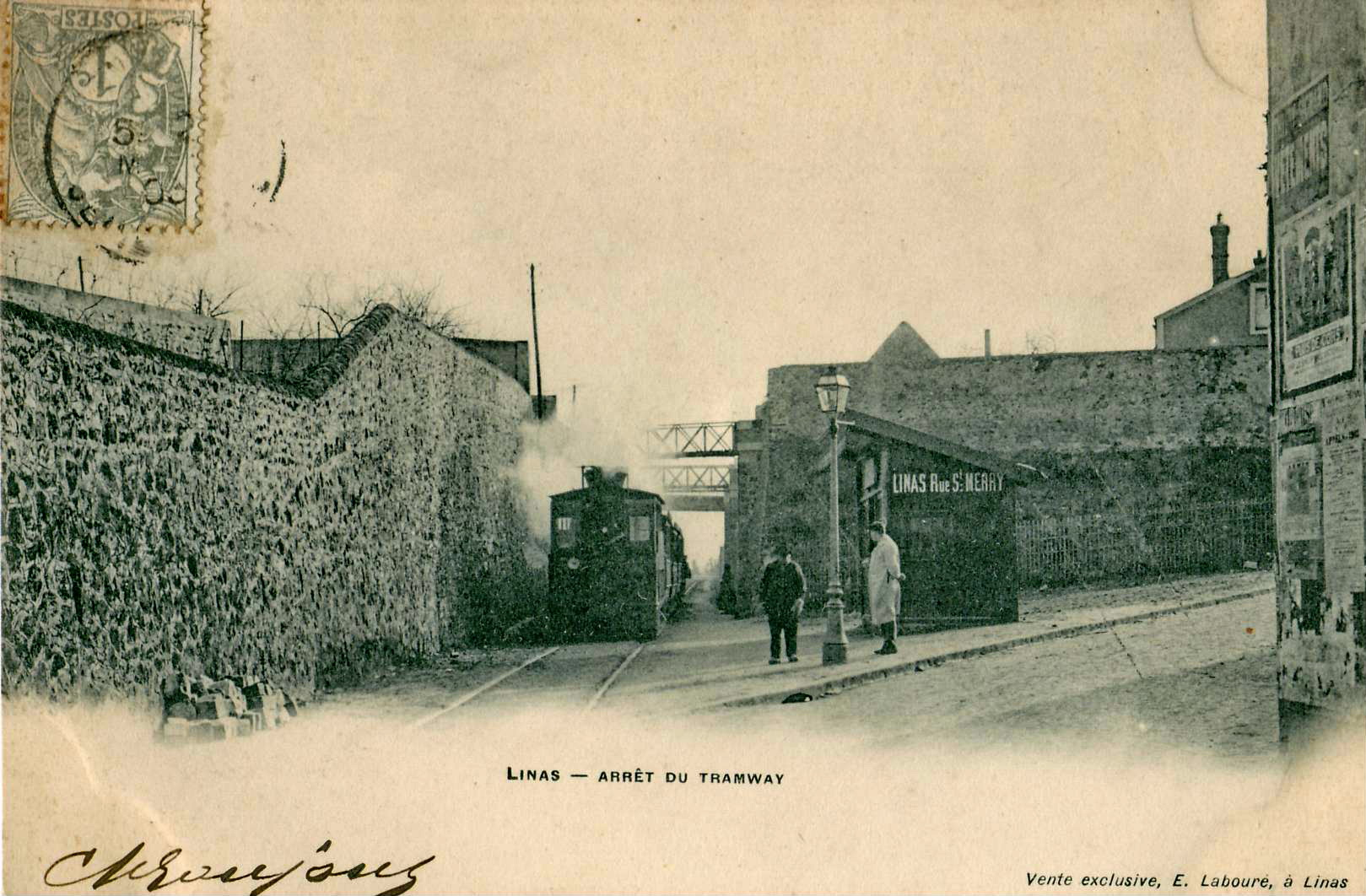
La station de Linas - Saint-Merry.

## Incidence économique
Le trafic de marchandises eut toujours un rôle majeur pour l'Arpajonnais et les trains de desserte des Halles de Paris fonctionnèrent de 1894 à 1936. Au-delà de la Porte d'Orléans, terminus du Paris - Arpajon, les trains empruntaient les voies de la ligne TG de la CGO jusqu'à Châtelet, puis les voies implantées rue des Halles et plus tard, le boulevard de Sébastopol et la rue Réaumur.
En 1926, on transporte vers les Halles, 15 000 tonnes de légumes. Jusqu'à 42 wagons arrivent chaque nuit. En 1929, le tonnage atteint 19 300 tonnes ; en 1927, 24 400 tonnes, dont 411 tonnes de fraises. Une part du trafic marchandises est aussi constitué des pavés extraits des carrières de Seine-et-Oise.
Mais la circulation croissante dans Paris empêche de plus en plus ce type de transport, concurrencé par la desserte par camions. Le trafic marchandises est autorisé uniquement la nuit entre 1 h et 4 h du matin jusqu'aux Halles. Le terminus des trains de voyageurs se situant à l'Odéon. Au retour, un chargement de fumier et des gadoues reviennent de la capitale pour servir d'engrais aux exploitants, ce qui provoque l'été, des « désagréments » aux riverains des gares.

## Accidents notables
En août 1909, le dernier train de voyageurs rentrant de Montlhéry dut stopper à hauteur de Longjumeau car un cheval tombé et empêtré dans ses harnais obstruait la voie. L'arrêt se prolongeait quand arriva le train de denrées maraîchères qui alimentait les Halles à une heure du matin. Le mécanicien de ce train n'ayant pas compris les signaux du chef de train bloqué, il s'ensuivit un tamponnement dont le choc entraina la mort de douze personnes ; quarante autres durent être soignées à l'hôpital de Longjumeau.
En juillet 1927, une collision eut lieu à Linas entre un train à vapeur et une automotrice stationnée à Montlhéry dont les freins avaient lâché. Il y eut dix blessés dont deux atteints grièvement.
En octobre 1932, un train de voyageurs en provenance de Paris fut percuté à Longjumeau par un camion transportant 4 000 litres d'essence. La collision entraina un incendie qui s'étendit aux bâtiments environnants. Le bilan fut d'un mort, le conducteur du camion, et de deux blessés.

## Anecdotes
Dans la côte de Montlhéry, lorsque le train était plein, il fallait faire descendre des voyageurs, qui continuaient à pied jusqu'au sommet pour remonter ensuite dans les voitures.

## Fin de l'exploitation
L'abandon des lignes de tramway desservant le centre de Paris entraînera la suppression le 31 décembre 1933 du service marchandise vers les Halles.
Le 5 octobre 1936 eut lieu la fin de l'exploitation entre Antony et Longjumeau et entre Marcoussis et Montlhéry, l'exploitation étant désormais assurée par les autocars Daniel Meyer avec abandon de tout service pour le transport des marchandises.
Le 25 janvier 1937, l'exploitation de la ligne est reprise par des bus de la STCRP (ligne 88) ; c'est la fin de l'exploitation ferroviaire.
La ligne M151 du réseau de bus Cœur d'Essonne est un lointain successeur de l'Arpajonnais.

## Vestiges
Des chemins ou sentiers sur le tracé en site propre de l'ancienne ligne sont visibles à Longjumeau, à Saulx-les-Chartreux, à Linas et à Leuville-sur-Orge. La rue de l'Arpajonnais à Linas est l'ancienne tranchée de la voie ferrée. La piste cyclable qui longe la route nationale 20 à Ballainvilliers et à Longpont-sur-Orge est établie sur son ancienne plateforme. Le bâtiment de l'ancienne gare de Leuville-sur-Orge est une crèche ; celui de la gare de Saulx-les-Chartreux est utilisé par les services techniques municipaux.

Galerie de photographies
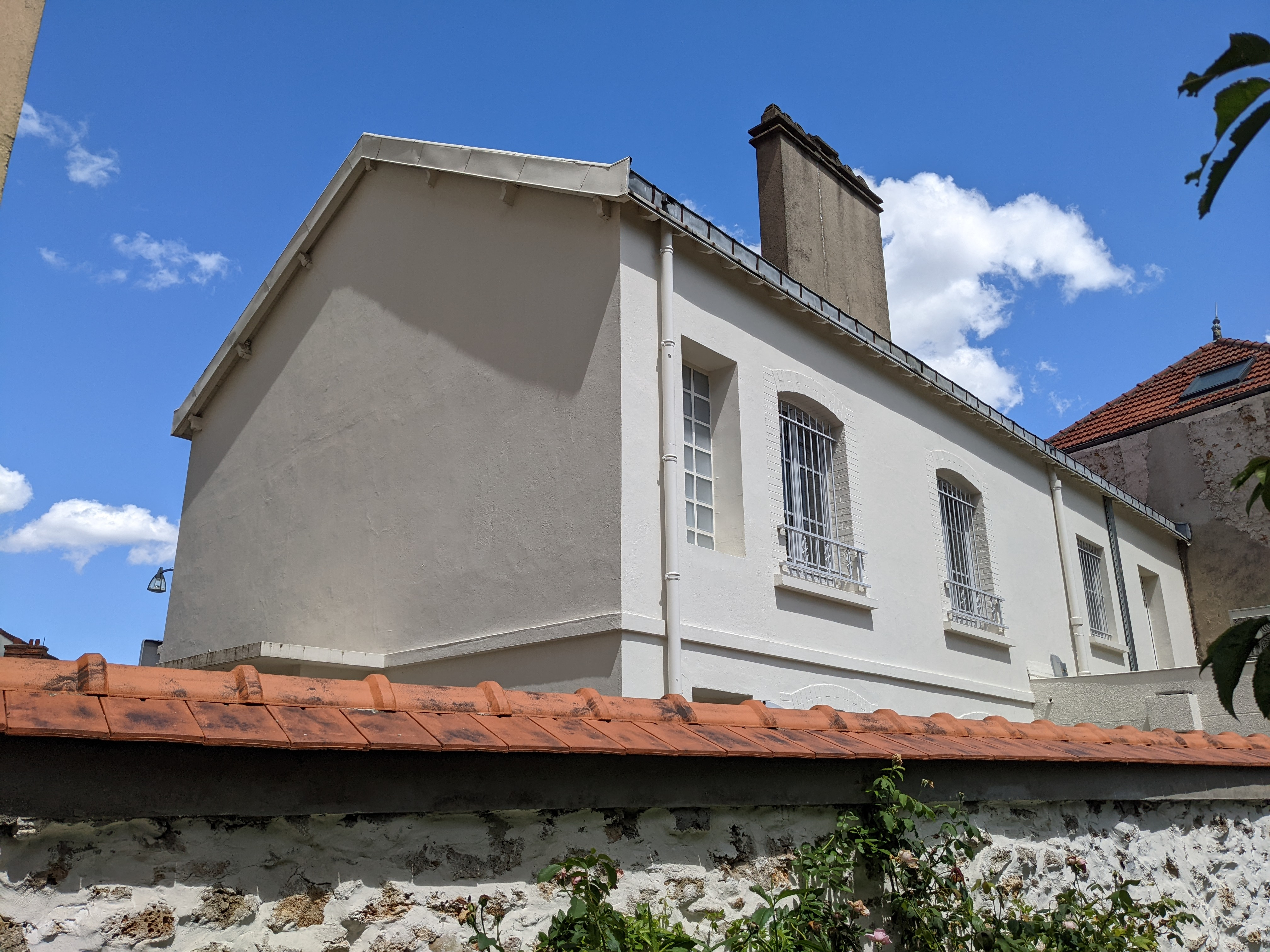
Ancienne gare de Longjumeau, fortement remaniée.
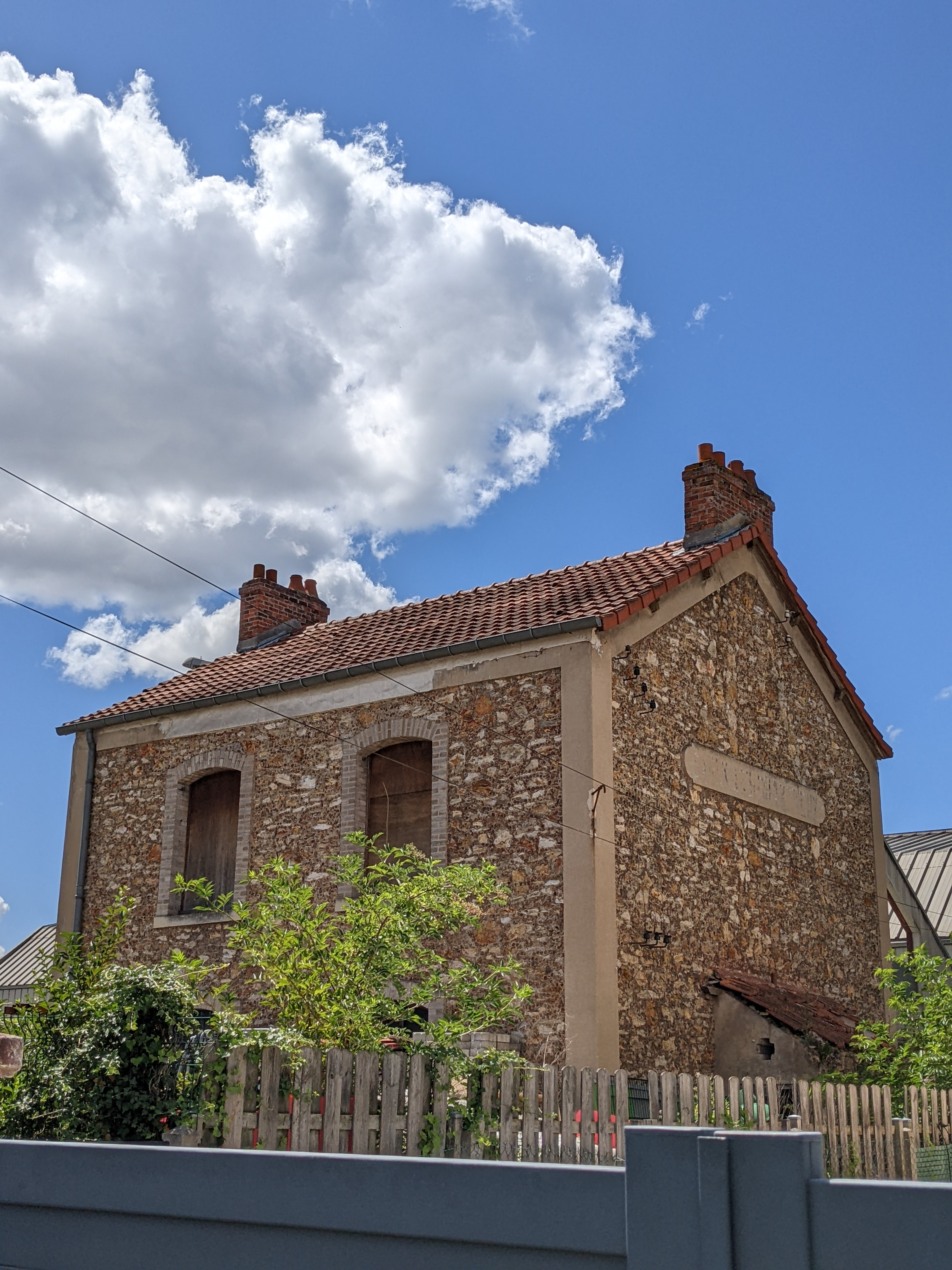
Ancienne gare de Saulx-les-Chartreux.
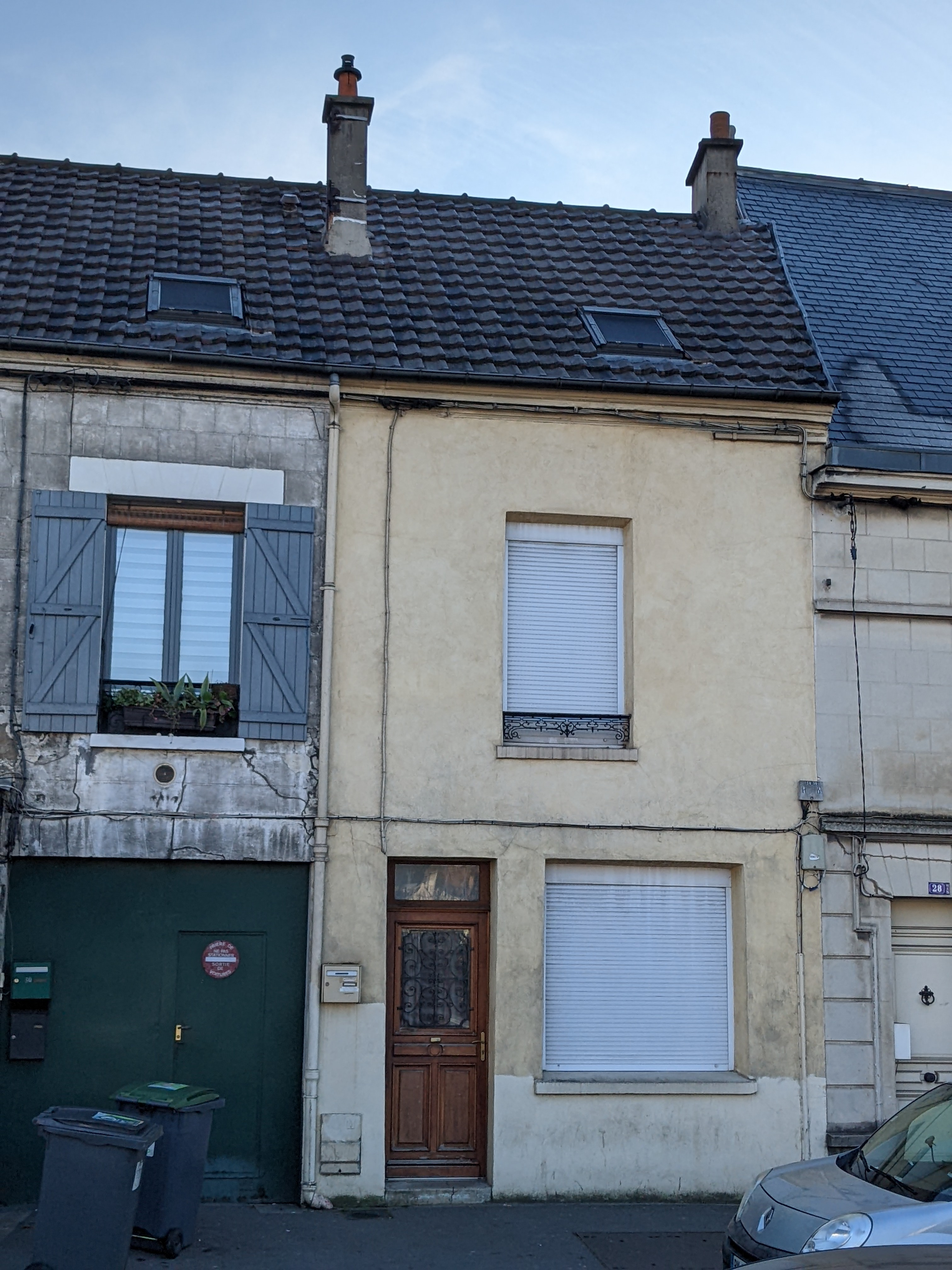
Ancienne gare de Montlhéry.
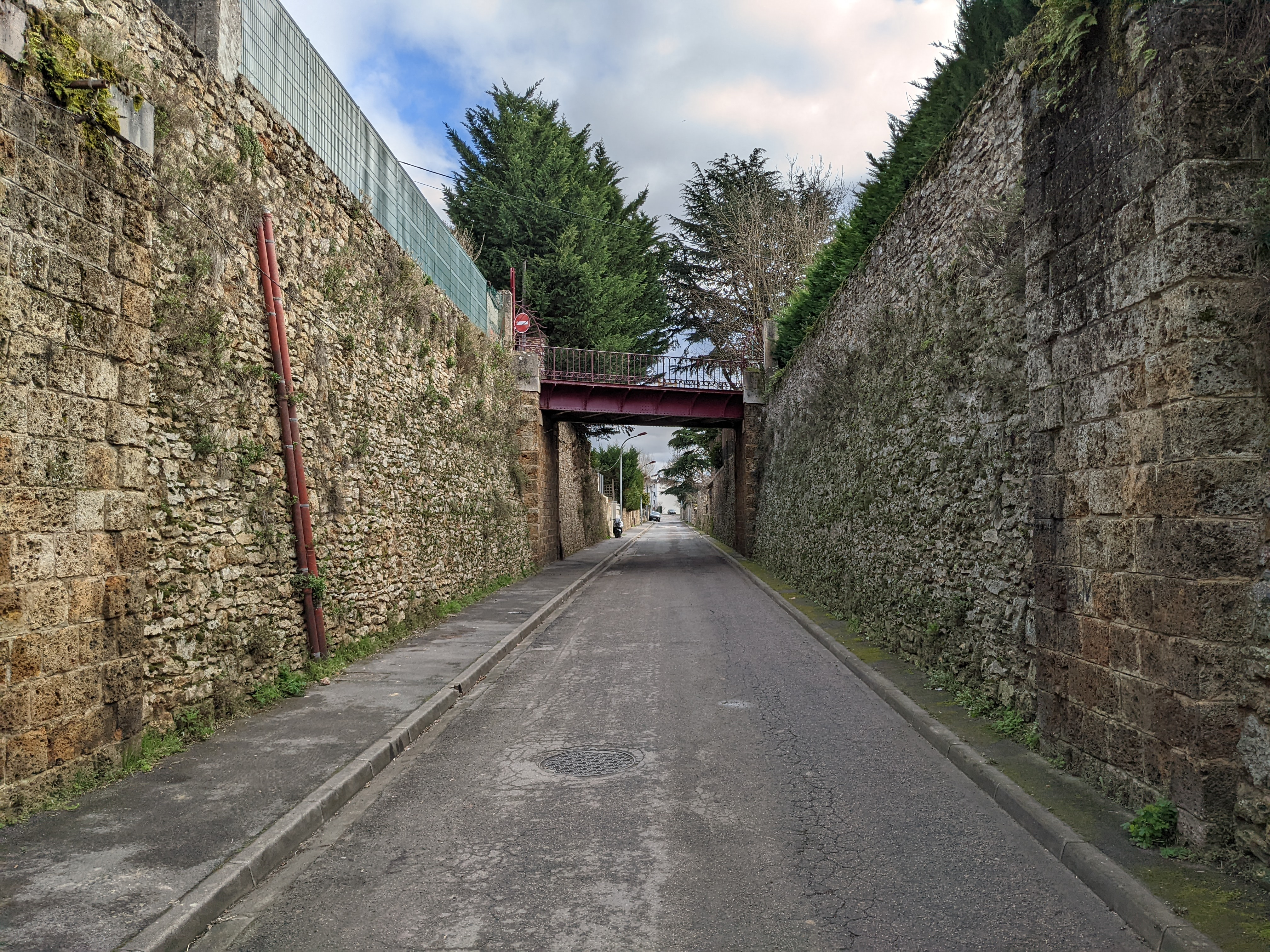
Tranchée de l'Arpajonnais à Linas.
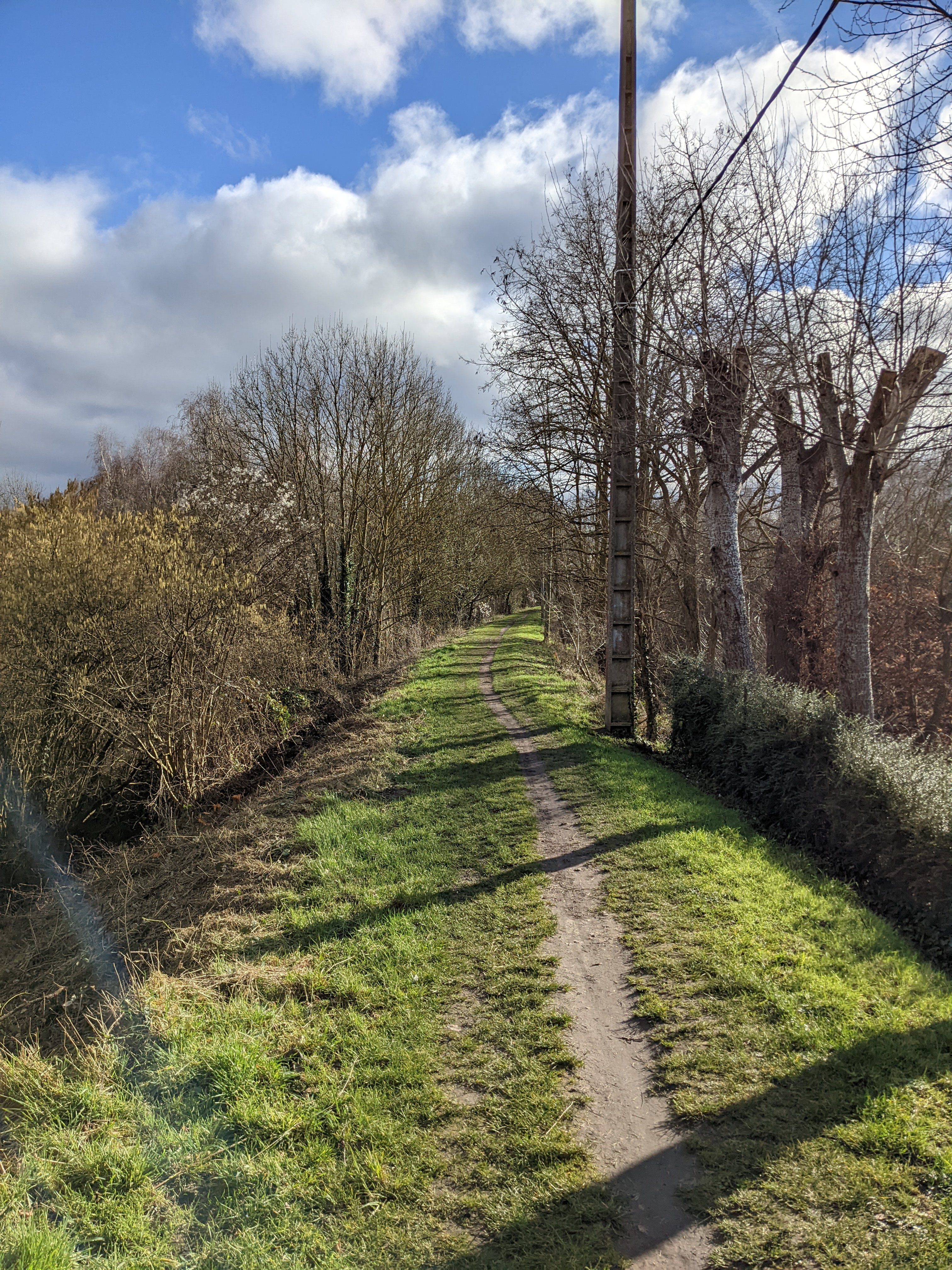
Site propre de l'Arpajonnais à Linas.

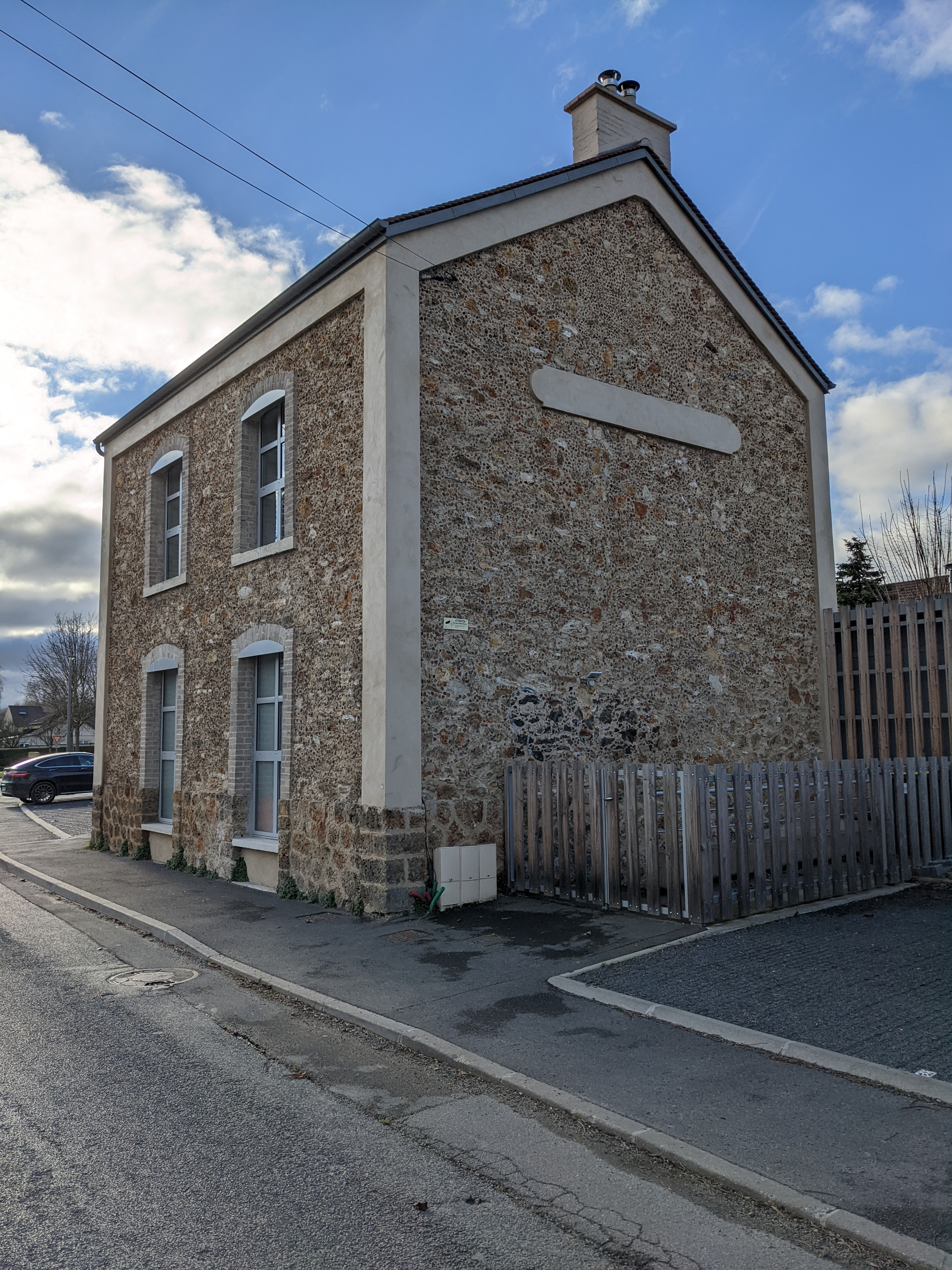
Ancienne gare de Leuville-sur-Orge.
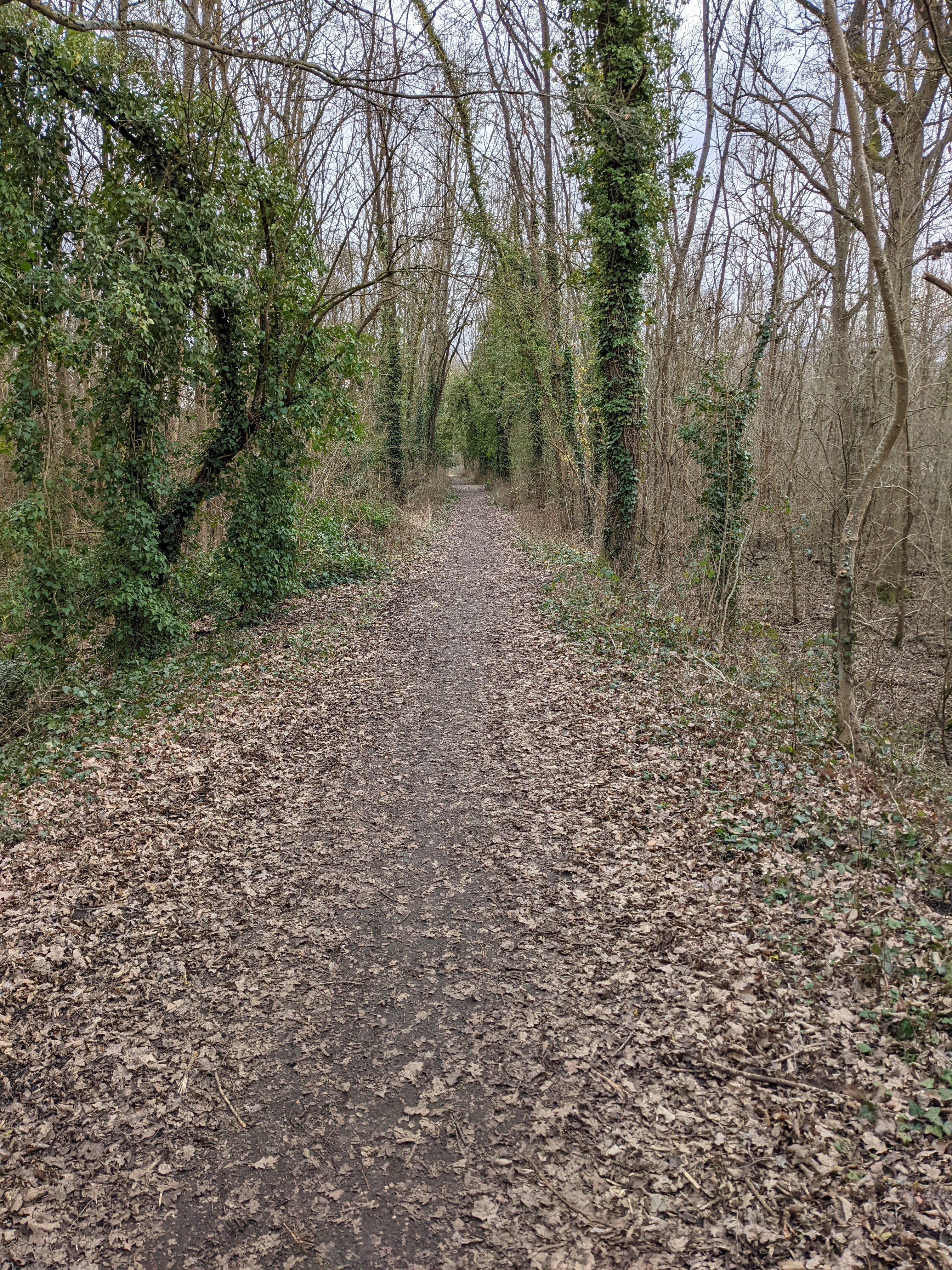
Site propre de l'Arpajonnais à Leuville-sur-Orge.
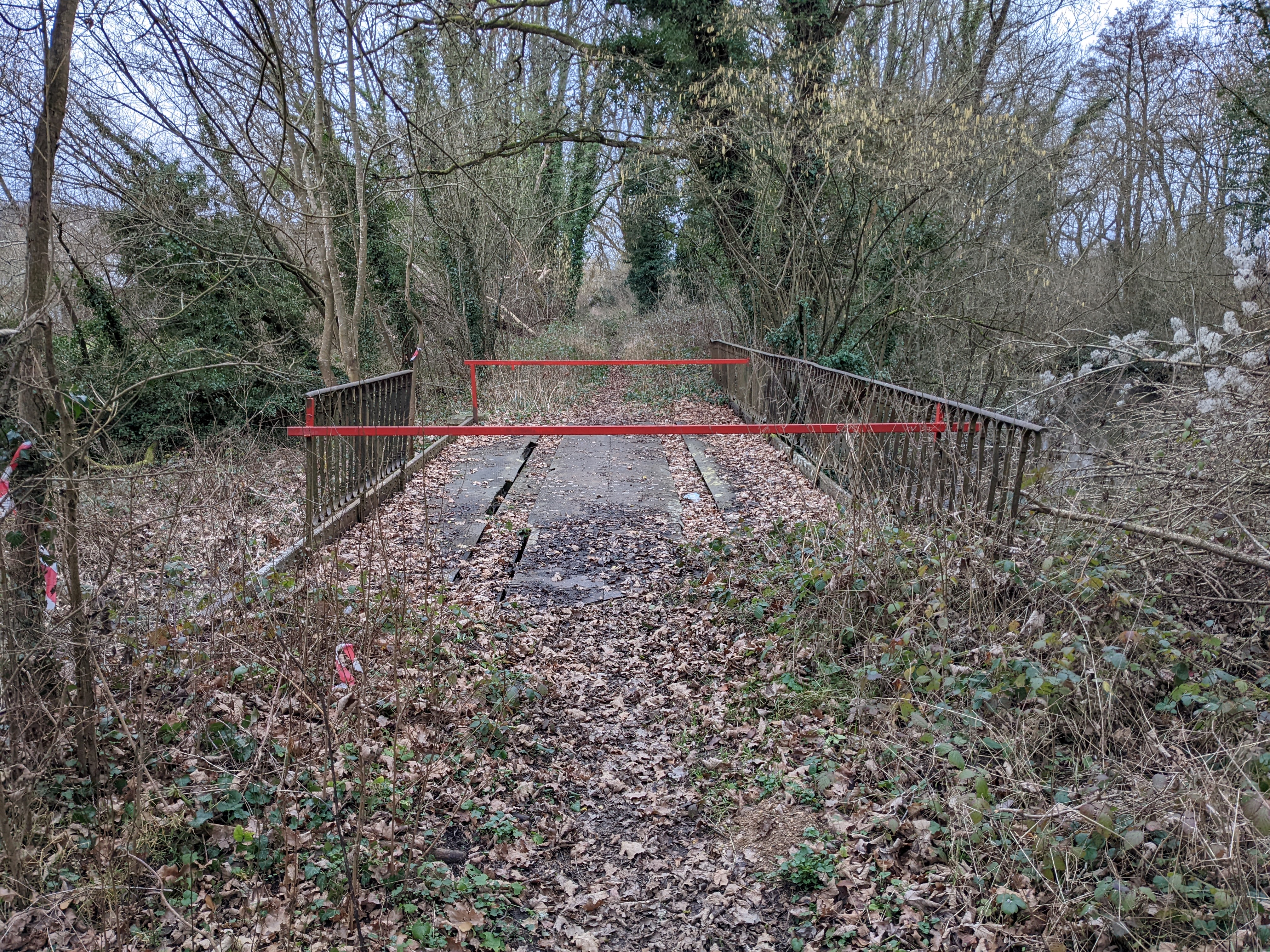
Pont de l'Arpajonnais sur la Grande Boële de Leuville-sur-Orge.
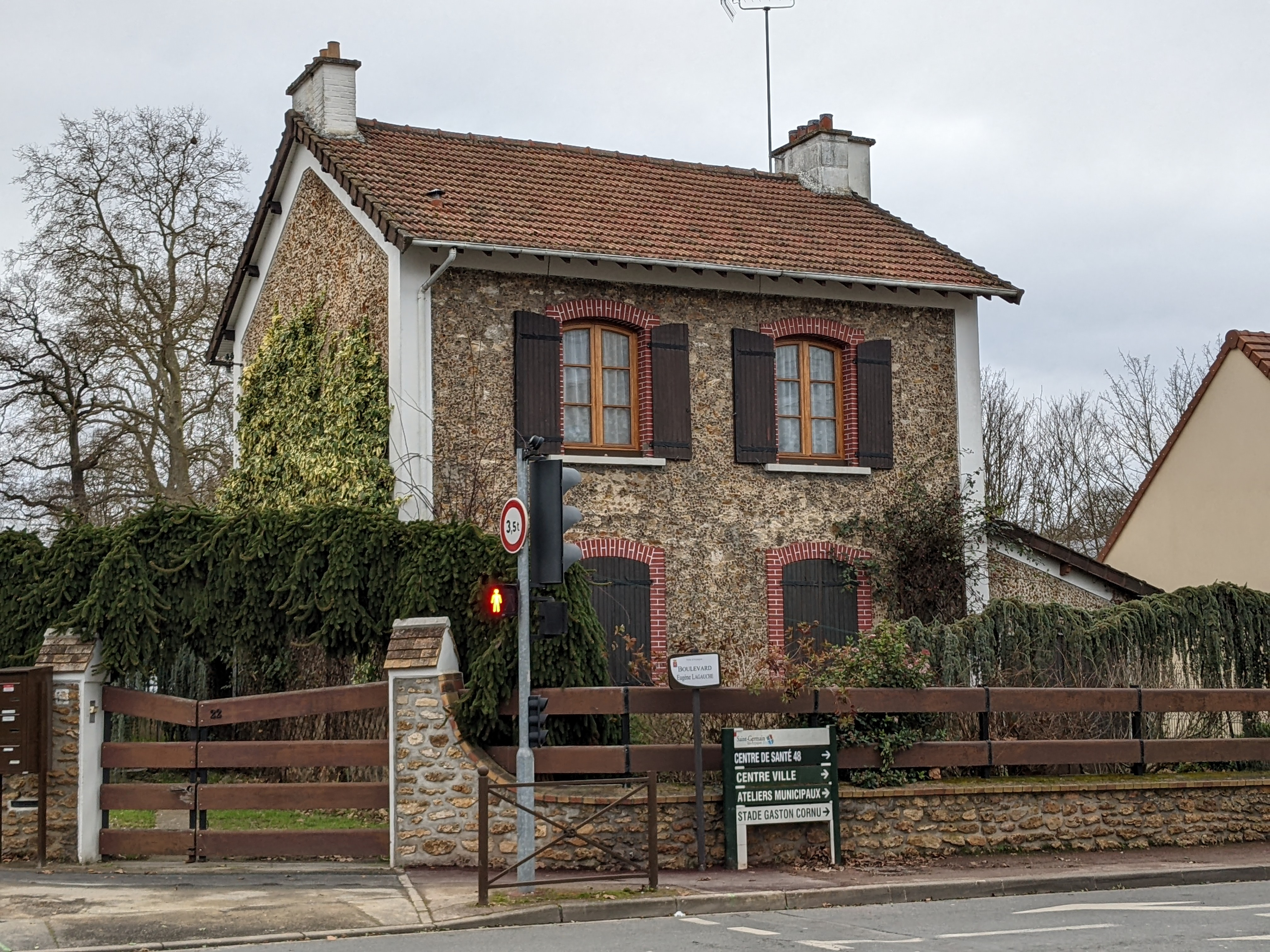
Ancienne gare d'Arparjon.Ancienne gare d'Arparjon.

## Modélisme
L'Arpajonnais est reproduit à l'échelle HO par l'association Club modélisme ferroviaire arpajonnais (CMFA). Ses premiers panneaux ont été présentés en 1995, pour le centenaire de l'Arpajonnais, et l'ouvrage est régulièrement agrandi et exposé dans des salons de modélisme.

## Littérature
L'Arpajonnais apparait aux pages 235 et 236 dans le roman policier La Femme au serpent, éditions 10/18, coll. « Grands Détectives », 2017, de Claude Izner, et dont l'action se situe à Paris en 1921.
Eugène Dabit, l'auteur du roman L'Hôtel du Nord, parle de cette ligne dans son livre Faubourgs de Paris.

## Galerie de photos

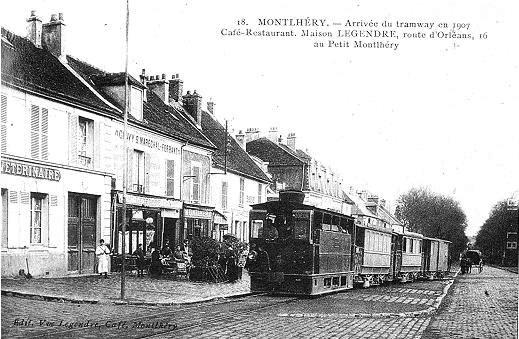
L'Arpajonnais à Montlhéry en 1907 avec la locomotive no 3.
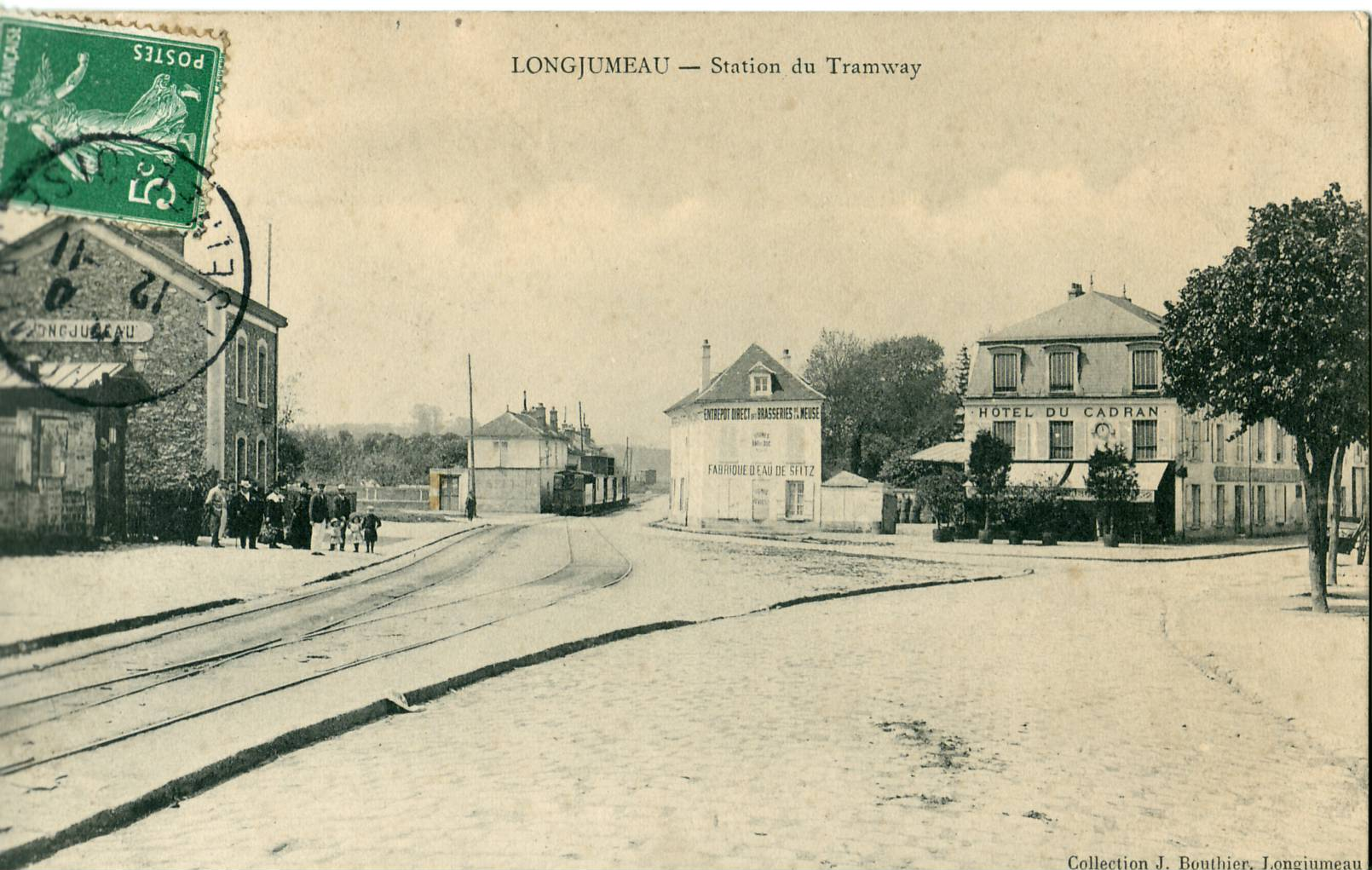
La gare de Longjumeau.
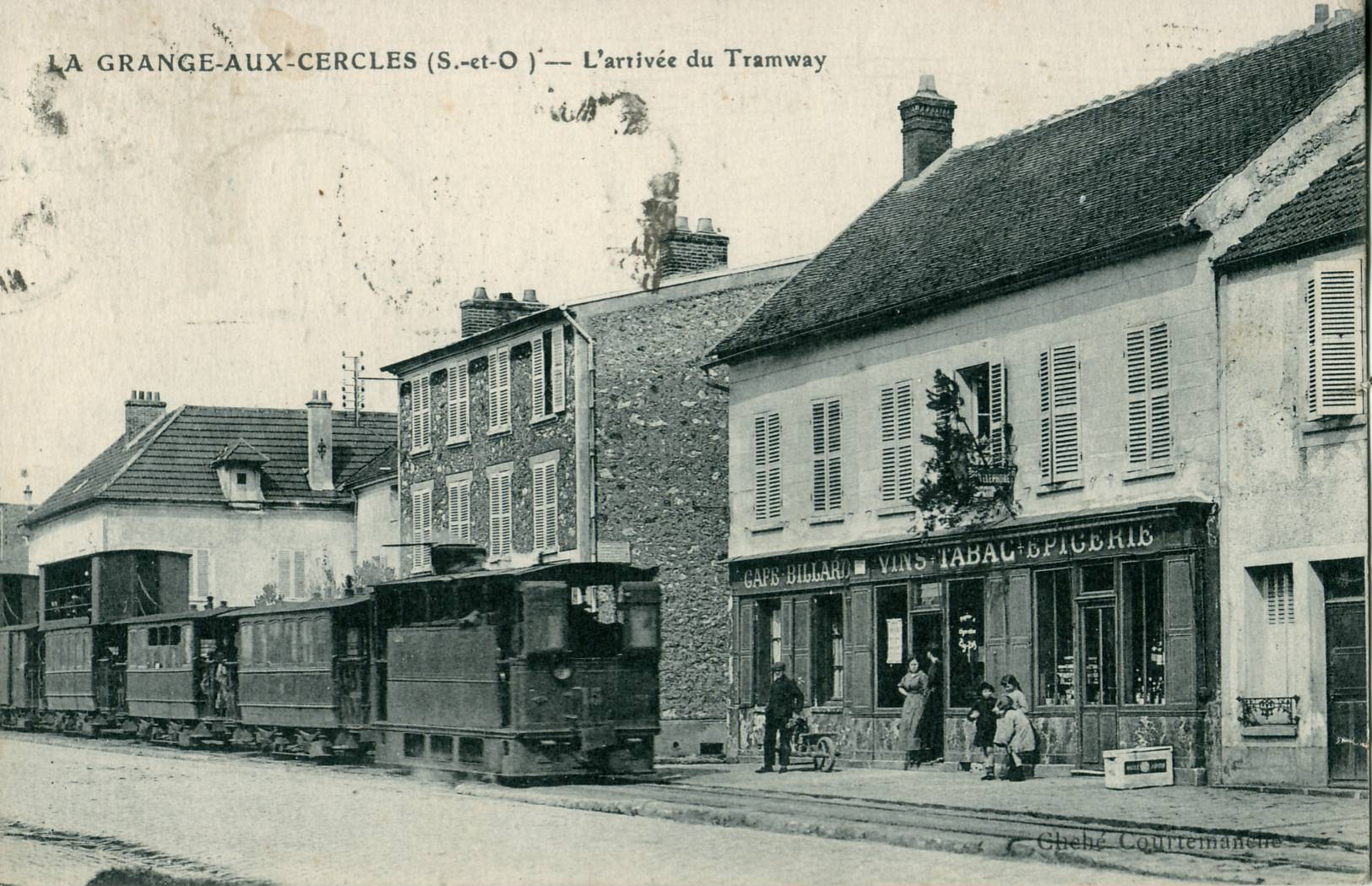
Train de voyageurs tracté par la locomotive bicabine no 15 à Ballainvilliers.
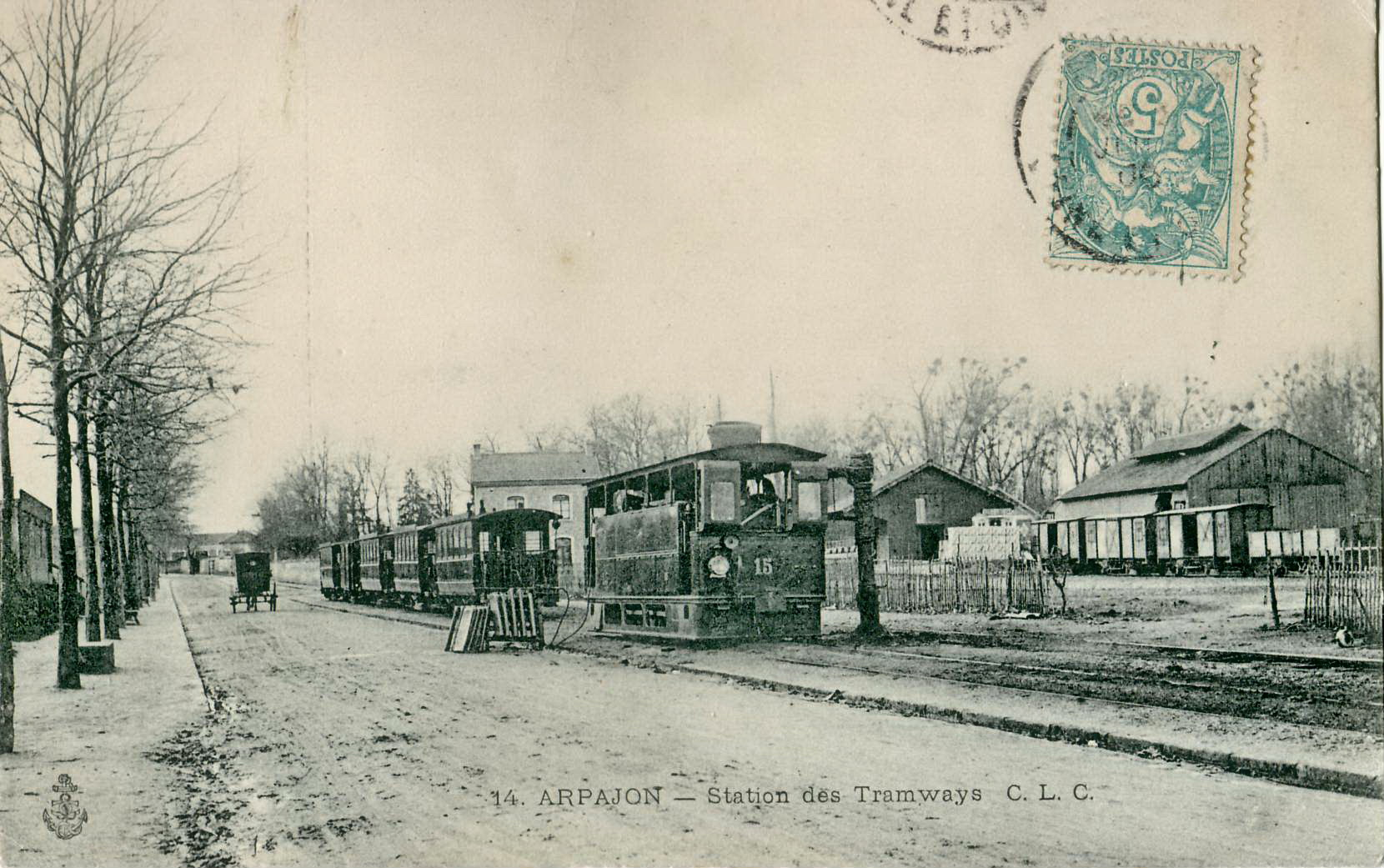
La gare d'Arpajon était le terminus de l'Arpajonnais et de la CGB, avant 1911 (création de raccordement avec la gare d'Arpajon). On voit un train tracté par une locomotive bicabine no 15, de type Tubize.

## Vidéographie
- Christian Ramage, Un tramway dans la tête : l'Arpajonnais, 1893-1936. Shifter Production, 2010.